# آذربایجان
آذربایجان نام ناحیه‌ای جغرافیایی و تاریخی در پایان شمال‌غربی ایران است.
نام «آذربایجان» به معنای «نگهبان آذر» (آتش مقدس مزدیسنا) است؛ این منطقه در دین زرتشتی اهمیت دینی دارد و کانون مغان بوده است. برخی منابع زرتشتی آذربایجان را همان ایران‌ویج — خاستگاه افسانه‌ای ایرانیان و زادگاه زرتشت — دانسته‌اند. در زمان ساسانیان، کوست چهارم ایران را آذربایجان نیز می‌نامیدند. در دورهٔ اسلامی، شاه اسماعیل و صفویان از منطقهٔ آذربایجان برخاستتند و ایران را پس از قرن‌ها ملوک‌الطوایفی یکپارچه کردند. قیام مشروطه‌خواهان تبریز یکی از مهم‌ترین رویدادها جنبش مشروطه ایران بود. بیشتر مردم آذربایجان به زبان ترکی آذربایجانی و بخشی از آن‌ها نیز به زبان‌های کردی، تالشی، تاتی، ارمنی، آشوری و غیره سخن می‌گویند.
برپایه بیان تاریخ‌نویسان و جغرافی‌دانان، آذربایجان از شمال به رود ارس، جمهوری آذربایجان و ارمنستان، از جنوب به استان‌های کردستان و زنجان، از خاور به استان گیلان و دریای مازندران و از باختر به ترکیه و عراق بسته شده است و امروزه در بر گیرندهٔ سه استان آذربایجان شرقی، آذربایجان غربی و اردبیل است. در گذشته، آذربایجان به سرزمینی گفته می‌شده که از شمال به اران، از جنوب‌باختری به آشور، از باختر به ارمنیه و از خاور به دشت مغان و گیلان به‌پایان می‌رسیده و پایتخت آن شهر «گنجک» (تخت سلیمان کنونی) در نزدیکی تکاب بوده است. جغرافی‌دانان قدیمی، استان زنجان را بیشتر در ناحیه جبال قرار داده‌اند یا برخی مواقع به عنوان مرز با آذربایجان ذکر کرده‌اند. برخی از این جغرافی‌دانان نیز «ولایت خمسه» پیشین (استان زنجان امروزی تا قلعهٔ شمیران در مرز این استان با استان قزوین) را جزء آذربایجان و در جنوب آن بیان کرده‌اند.

## نام
| فارسی میانه   | 𐭠𐭲𐭥𐭥𐭯𐭠𐭲𐭪𐭠𐭭Ādurbādagān |
| پارتی         | 𐭀𐭕𐭓𐭅𐭐𐭕𐭊𐭍Ādurbādegān   |
| یونانی باستان | ἈτροπατηνήAtropatēnḗ  |
| ارمنی باستان  | ԱտրպատականAtrpatakan  |
| سریانی کلاسیک | ܐܕܘܪܒܝܓܐܢ‎ʾāḏōrbēḡān   |

واژهٔ آذربایجان از واژهٔ آتروپات، نامِ ساتراپ (فرماندار) ایرانیِ ماد کوچک در زمان حملهٔ اسکندر به ایران، نشأت گرفته است. آتروپات بخش‌های شمال غربی ایران را از حملهٔ اسکندر حفظ کرد و پس از مرگ او حکومتی مستقل از مقدونی‌ها تشکیل داد. معنی نام آتروپات ریشه در دین زرتشتی داشته و به معنی «آذربُد» یا «نگهبان آتش» یا «نگهبانی شده توسط آتش» است.

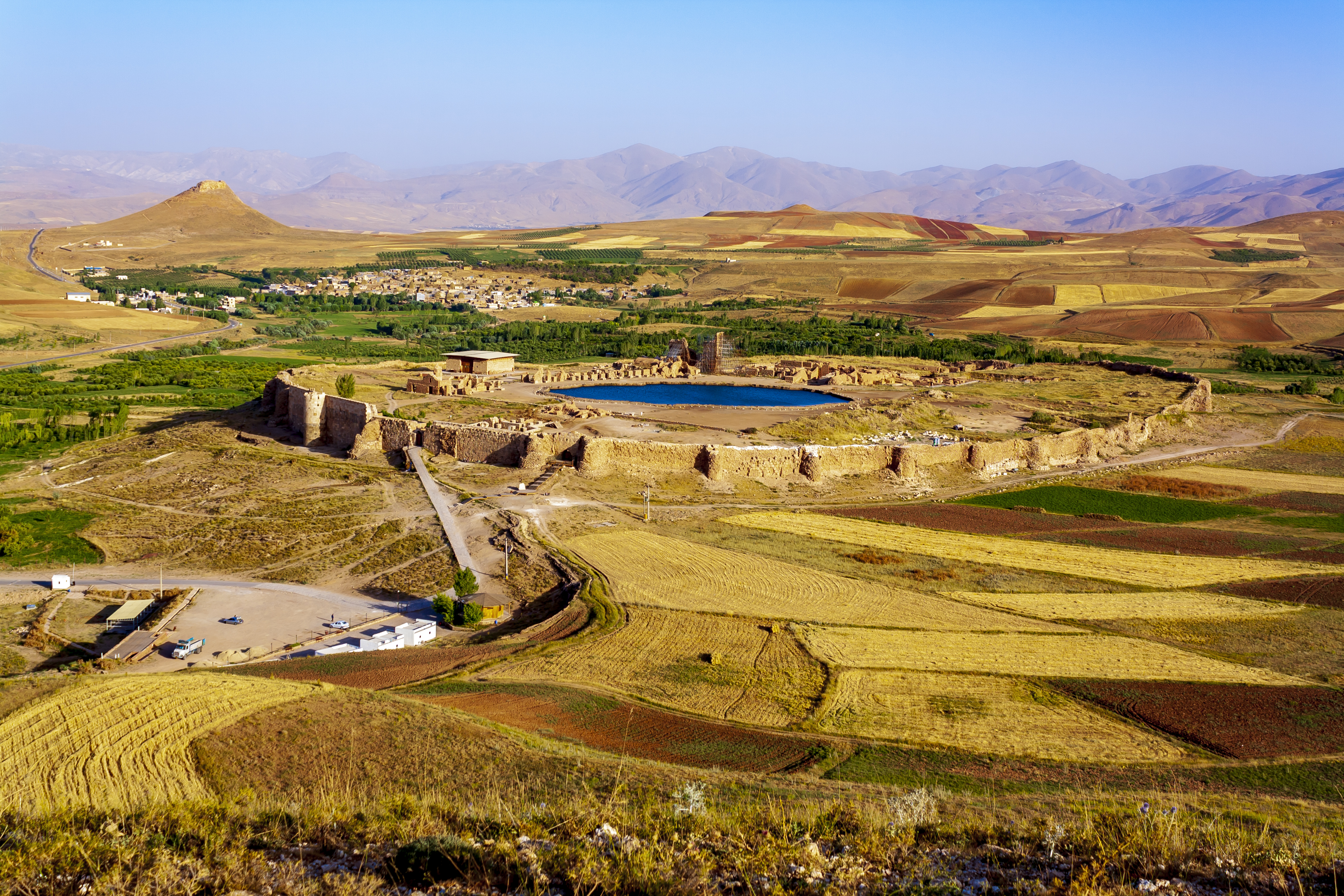
بقایای آتشکده آذرگشسپ (یکی از ۳ آتشکدهٔ اصلی ایران باستان) در تخت سلیمان تکاب

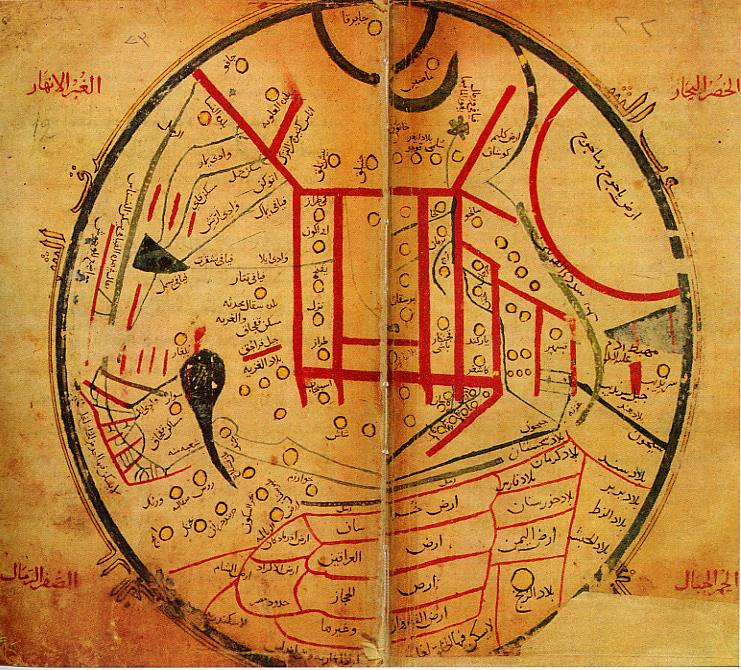
نقشه از محمود کاشغری؛ نام آذربایجان با عنوان ارض آذربادگان در نقشه مشخص است.

واژه آذربایجان در پارسی میانه Āturpātākān (آتورپاتاکان) و در شکل قدیم فارسی نو Ād̲h̲arbād̲h̲agān (آذرباذَگان) و Ād̲h̲arbāyagān (آذربایَگان) تلفظ می‌شده و امروزه Āzarbāyd̲j̲ān (آذَربایجان) تلفظ می‌شود. در واقع، «آذر» تغییریافتهٔ «آتَر» (آتش) و «بایجان» تغییریافتهٔ «پاتگان» (جایگاه نگهبان) است.
به بخشی از منطقه شمال ارس که امروزه نام آذربایجان را به گرفته در قدیم «آلبان» و «آران» گفته می‌شد. در پیمان‌نامه‌های ترکمانچای و گلستان به بخش شمالیِ رود ارس نام آذربایجان داده نشده است. تنها در قرن بیستم است که نام آذربایجان و آذربایجانی ماهیت قومی به خود می‌گیرد.
نام آذربایجان در سال ۱۹۱۸ و طی کنگرهٔ حزب مساوات جایگزین نام اصلی و تاریخی قفقاز، اران و آلبانی گردید. این نام‌گذاری با هدف جدایی آذربایجان ایران انجام و باعث بروز جنجالی در استفاده از نام آذربایجان شد. دولت مساوات در قفقاز نام آذربایجان را از آن جهت بر این مناطق گذاشته که گمان می‌رفت با برقراری یک جمهوری به نام آذربایجان، بتوان آذربایجان ایران و این جمهوری را باهم یکی کرده و آذربایجان ایران از این کشور جدا شود. در همان زمان مخالفت‌هایی با این نام‌گذاری در ایران صورت گرفت. در همین راستا حتی مارکوارت آلمانی به این کار اعتراض کرد که این اعتراض در نشریهٔ «ایرانشهر» ترجمه و چاپ گردید. محمد خیابانی نیز به‌طور موقت نام «آزادیستان» را به آذربایجان ایران اطلاق کرد تا با آذربایجان شوروی تفاوت داشته باشد.

## تاریخ

### پیش از اسلام

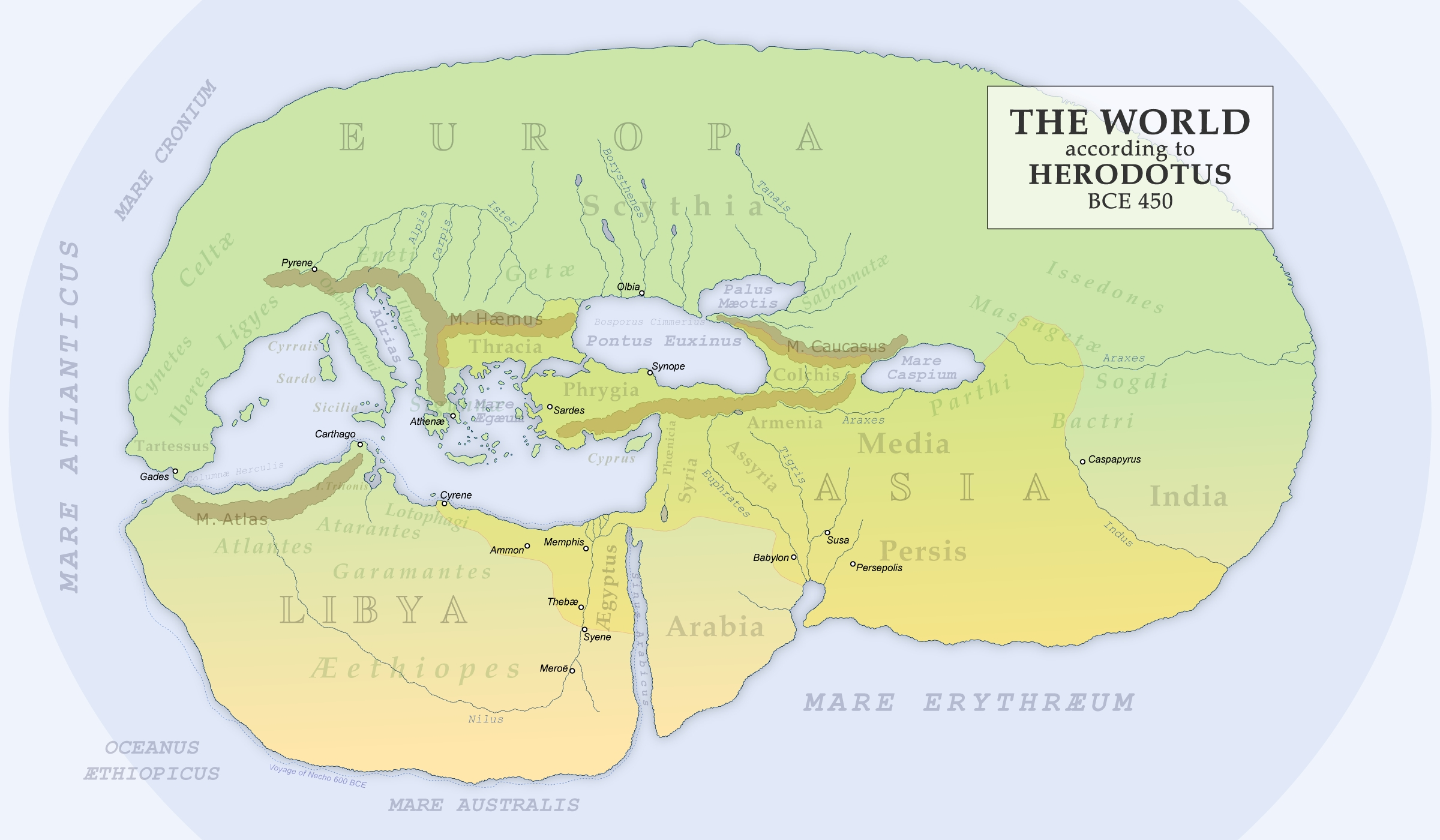
نقشهٔ هرودوت در سال ۴۵۰ (بازسازی شده در سال ۱۸۹۵) که سرزمین ماد را در کنار رودخانهٔ ارس نشان می‌دهد.

کشف سند ازدواج به شکل سنگ‌نگاره متعلق به حدود ۱٬۳۵۰ سال پیش از میلاد در بغازکوی واقع در آناتولی، با ذکر نام پادشاه هیتی و حاکم میتانی که فرمانروایان سرزمین‌هایی هستند که مردم در آنجا به الهه‌های هندی-ایرانی میترا-وارونا، ایندرا و اشوین‌ها متوسل می‌شوند و به آن‌ها را می‌پرستند، ظاهراً رسیدن موجی از اقوام هندو-ایرانی را به شمال غرب ایران تصدیق می‌کند.
پیش از آمدن مادها به آذربایجان، می‌توان به حکومت مانناییان اشاره کرد. زبان ماننایی‌ها روشن نیست؛ اما بخشی از نام‌های سرداران آن‌ها آریایی است و در کل، زبان یگانه‌ای در میان ماننا روان نبود. اما ماننایی‌ها زیر نفوذ ایرانی‌شدن قرار داشتند و نام‌های ایرانی مانند «دیاکو» و «بغدادتی» و «اودکی» و «ازآ» همگی نام‌هایی ایرانی اند، که در میان آن‌ها دیده می‌شود. همچنین در این دوره می‌توان به حکومت اورارتویی اشاره کرد که اندکی از بخش‌های آذربایجان غربی را شامل می‌شد.
با آمدن اقوام آریایی ماد به فلات ایران، اقوام غیرآریایی با ایشان آمیخته شدند و در یک اتحاد، پادشاهی ماد را به وجود آوردند. آنان تأثیر عمیقی بر تاریخ منطقهٔ آسیای غربی گذاشتند که مهم‌ترین آن نابودکردن حکومت آشور بود. ماد از دو بخش ماد کوچک و ماد بزرگ تشکیل می‌شد که ماد کوچک همان آذربایجان امروزی است و ماد بزرگ شامل تهران، اصفهان، کرمانشاه و همدان می‌شود.
در زمان هخامنشیان، ماد کوچک (آذربایجان) به عنوان یکی از ساتراپ‌ها اداره می‌شد. در اواخر دوران هخامنشی و هم‌زمان با لشکرکشی اسکندر به ایران، ساتراپ ماد کوچک فردی به نام آتورپات (آذرباد) بود. وی توانست این منطقه را از حملهٔ اسکندر حفظ کند. بعد از آن ماد کوچک به نام او «ماد آتورپات» یا «آتورپاتکان» نامیده شد.

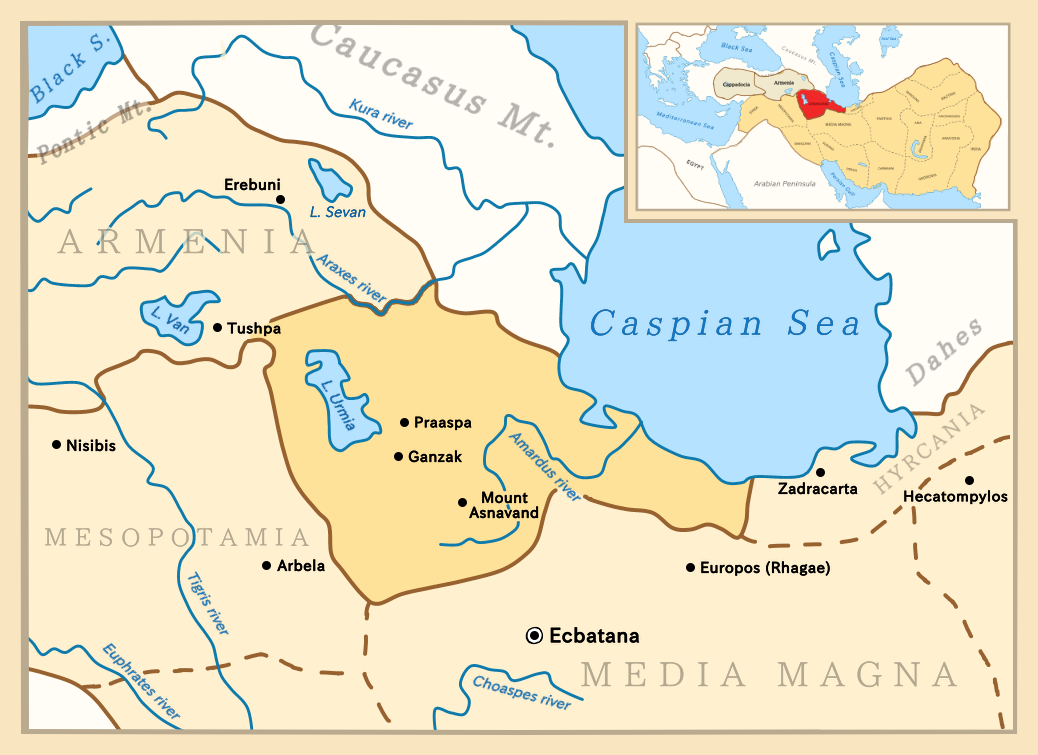
نقشهٔ آتورپاتکان در سال ۲۲۱ پیش از میلاد

در زمان سلوکیان و اشکانیان آذربایجان خودمختاری نسبی داشت که البته اساس کشورداری سلوکیان و پس از آن اشکانیان بر استقلال نسبی استان‌ها استوار بود. در زمان سلوکیان به نظر می‌رسد خاندان آتورپات همچنان بر آذربایجان حکم می‌راندند. در زمان اشکانیان وضعیت حکومت آذربایجان چندان روشن نیست ولی می‌توان حدس زد مانند دیگر نقاط ایران تحت سیطرهٔ خاندان‌های زمین‌دار (فئودال) با نفوذ و مطیع اشکانیان اداره می‌شده است. مشکل آذربایجان در زمان اشکانیان یورش‌های سهمگین آلان‌ها و گرجی از قفقاز بود که باعث ویرانی و غارت فراوان می‌شد.
در زمان ساسانیان آذربایجان اهمیت ویژه‌ای یافت. یکی از سه آتشکدهٔ معتبر ساسانیان، آتشکدهٔ آذرگشنسب در شیز آذربایجان قرار داشت. پادشاهان ساسانی در ایام سختی به زیارت آن می‌شتافتند و هدایای بسیار تقدیم می‌کردند. این آتشکده نشانهٔ اتحاد دین و دولت بود و نماد دولت ساسانی به‌شمار می‌رفت. در بیشاپور کازرون کتیبه‌ای وجود دارد که نام خاندان‌های زمین‌دار اوایل حکومت ساسانیان در آن ثبت شده است. برای آذربایجان از خاندانی به نام «وراز (Varaz)» نام برده شده که گویا محل اقتدار ایشان آذربایجان، اران و ارمنستان بوده است. در زمان حکومت ساسانیان، مردمان ترک‌تبار خزر به قفقاز وارد شدند. قباد پدر انوشیروان با تلاش فراوان ایشان را عقب راند و دژهای مستحکمی در دربند قفقار برای جلوگیری از یورش‌های آنان بنا کرد. رومیان نیز هرساله مبالغی برای نگهداری این دژها به دولت ساسانی می‌پرداختند. همچنین در زمان ساسانیان جنگ سرنوشت‌ساز بهرام چوبین با خسرو پرویز در این استان بود که به شکست بهرام انجامید. دیگر رویداد مهم این دوره، واردشدن هراکلیوس امپراتور روم به آذربایجان بود که منجر به ویرانی آتشکدهٔ آذرگشنسب شد.
یاقوت حموی می‌نویسد:
«ابن مقفع گفته است آذر به زبان پهلوی نام آتش است و بایگان، نگهدار آن که روی هم معنای آن آتشکده یا نگاهدارندهٔ آتش می‌شود و این درست‌تر است؛ زیرا آتشکده در این ناحیه بسیار بوده است… مردم آن نیکوروی‌اند و گونه‌های ایشان به سرخی مایل است و پوستی لطیف دارند. ایشان را زبان مخصوصی است که آذری گویند و جز خودشان کس آن را نمی‌فهمد.»

### پس از حمله اعراب و دوره اسلامی

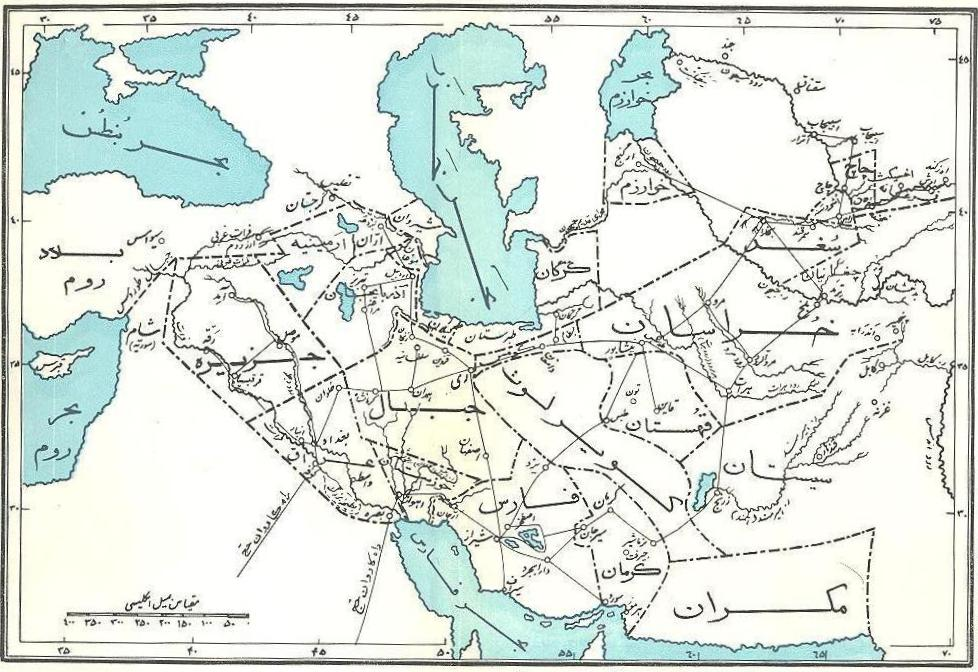
موقعیت آذربایجان در نقشه ایران در عصر خلفای عباسی، برگرفته از کتاب جغرافیای تاریخی سرزمین‌های خلافت شرقی

در زمان حملهٔ اعراب در مدارک رومی و ارمنی نام سپهبد و شاهزادهٔ آذربایجان «رستم پسر فرخ‌هرمز» آورده شده که البته با توجه به متن شاهنامه در بخش نامهٔ رستم فرخزاد به برادرش به نظر می‌رسد درست باشد:
| چو نامه بخوانی تو با مِهتَران |  | برانداز و برساز لشکر بَران |
| همی تاز تا آذرآبادگان       |  | دیار بزرگان و آزادگان     |
| همیدون گَله هرچه داری ز اسب  |  | ببر سوی گنجورِ آذرگُشَسب     |

فردوسی، لشکرکشی محدود بهرام پنجم پادشاه ساسانی از پارسه پایتخت ایران‌شهر برای دفاع دربرابر لشکر قیصر روم را اینچنین روایت می‌کند.
| از آن جایگه لشکر اندر کَشید  |  | سوی آذرآبادگان برکَشید     |
| چو از پارس لشکر فراوان نبُرد |  | چنین بود نزد بزرگان و خُرد |
| که از جنگ بگریخت بهرام شاه  |  | ورا سوی آذرگُشَسپ است راه   |
| چو بهرام، رخ سوی آذر نهاد   |  | فرستاده آمد ز قیصر چو باد |

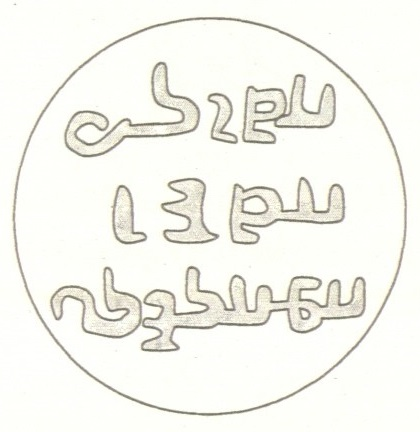
نقش مهر ساسانی «آمارگرِ آذربادگان» (ādurbādagān āmārgar)، به خط و زبان پهلوی، از قرن ششم میلادی

فردوسی در شاهنامه آتش‌پرست نامیدن مَزدَیَسنان را کار نادرستی می‌پندارد. سپس با به‌کار بردن واژهٔ آذرآبادگان، به آتشکده آذرگشسپ اشاره دارد.
| به یک هفته بر پیشِ یزدان بُدند |  | مپندار کآتش پرستان بُدند  |
| که آتش بِدان گاه، محراب بود   |  | پرستنده را دیده پرآب بود |
| به یک ماه در آذرابادگان      |  | ببودند شاهان و آزادگان   |

ساسانیان پی‌درپی از اعراب شکست خوردند و در سال ۶۲۲ میلادی در نهاوند (دروازهٔ ماد آتورپات) پیروزان -سردار ایرانی- بار دیگر با عرب‌ها مقابل شد. جنگی سخت رخ داد و ایرانیان شکست خوردند. آنگاه آذربایجان در برابر حملهٔ اعراب بی دفاع گشت و اثری از لشکر شاهنشاهی باقی نماند.
اعراب به آذربایجان نیز همانند دیگر نقاط ایران سرازیر شدند. به نظر می‌رسد در سده‌های یکم و دوم هجری تعدادشان در آذربایجان زیاد بوده است. کسروی این امر را به دو دلیل دانسته است؛ یکی این‌که مردمان آذربایجان بسیار پایداری کردند؛ به گونه‌ای که مسلمانان آذربایجان را به عنوان الاراضی المفتوحه عنوه (سرزمین‌های به زور گرفته شده) می‌شمردند که در فقه حکم خاص دارد و دوم سرسبزی این ایالت. از میان عشیره‌های عرب که در سده‌های یکم و دوم هجری به آذربایجان وارد شدند، «بنوتغلب»، «یمانیان» و حمدانیان ثبت شده است.
آذربایجان در سده‌های ابتدایی ورود اسلام به ایران از کانون‌های عمدهٔ مقاومت و شورش ایرانیان در برابر اعراب و عمال خلیفه بود و مردمانش همه‌گاه در حال زد و خورد با آنان بودند. معروف‌ترین این قیام‌ها «قیام خرمدینان» در حدود آذربایجان و جبال است. بنیان‌گذار این قیام «جاوید بن سهل» بود که سپس توسط بابک خرمدین به اوج رسید. ازدواج بابک با دختر «واساک» -یکی از شاهزادگان ارمنی- اتحاد عظیمی را در شمال ضد خلافت عباسیان ایجاد کرد. خرمدینان مدت طولانی توانستند در مقابل خلیفه و سرداران عرب مقاومت کنند و چهاربار سپاه بزرگ خلیفه را مغلوب کردند.

### ورود قبایل ترک

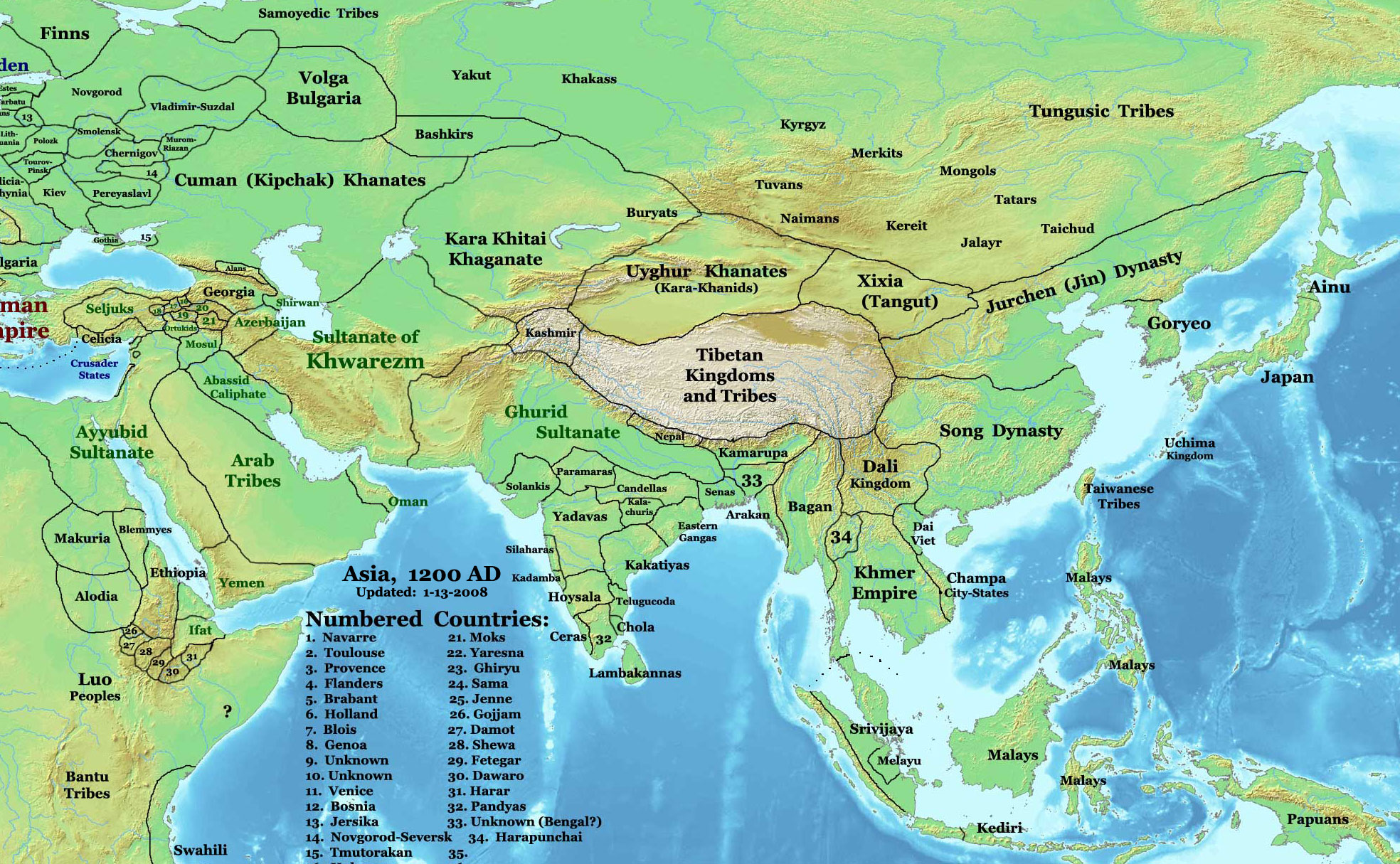
نقشهٔ آذربایجان و آسیا در سال ۱۲۰۰ میلادی (در آستانهٔ حمله مغول به ایران)

در سده‌های نخستین اسلامی ترکان ماورای قفقاز -که ایرانی‌ها به آن‌ها خزر می‌گفتند- مجدداً تلاش‌های خود را برای ورود به درون اران و آذربایجان از سرگرفتند و چندین تلاش آن‌ها توسط سپاهیان خلافت عربی عقب رانده شد. در سال ۱۷۸ خورشیدی یک جمع بزرگ از خزرها از گذرگاه‌های قفقاز به درون اران سرازیر شده و دست به تخریب و کشتار زدند. هارون الرشید «خازم بن خزیمه» را به منطقه فرستاد و او آن‌ها را بیرون راند و دربندهای کوهستانی قفقاز را بازسازی کرد. البته این حمله‌ها را ناشی از تحریکات امپراتوری روم شرقی در جهت ایجاد دردسر برای خلیفه در مرزهای شمالی کشورش هم می‌دانند و آن را با تلاش‌های رومی‌ها برای بازپس‌گیری ارمنستان و بخش‌هایی از آناتولی که در اشغال عرب‌های مسلمان بوده، ارتباط می‌دهند.
نوشتهٔ تارخ‌نویسان سده‌های چهارم و پنجم هجری مانند ابوالفضل بیهقی و ابن اثیر نشان می‌دهد که ترکان غز در اواخر سدهٔ چهارم هجری در آذربایجان بوده‌اند. سلطان محمود غزنوی این گروه از ترکان را -که در ابتدا هواداری او را می‌کردند- از آن‌سوی سیحون به خراسان آورده بود؛ ولی بعدها سر به شورش و نافرمانی گذاشتند. گردیزی می‌نویسد: «ارسلان به سلطان گفت: این خطا بود که کردی. اکنون که آوردی همه رابکش یا به من ده، انگشت‌های نر ایشان را ببرم تا تیر نتوانند انداخت.» به هر روی ایشان از خراسان رانده شدند و پس از چند سال آوردگی در ایران و زدوخوردهای فراوان در نواحی دیگر به آذربایجان رسیدند.
«چامچیان» -تاریخ‌نگار ارمنی- دربارهٔ جنگی که بین ایلات غز و شهریاران محلی آذربایجان (واسپوراکان) در سال‌های ۴۱۱ و ۴۱۲ هجری درگرفته، می‌نویسد: «در این سال ترکان که همچون سیل به آذربایگان رسیده بودند، روی به نواحی ارمنستان آورده به واسپوراکان درآمدند؛ دست به تاراج و تالان بگشاده، بسیار جاها پایمال ساختند.» همچنین محمدجواد مشکور دربارهٔ آمدن قبایل ترک به آذربایجان چنین می‌نویسد: «حوادث متناوب یکی بعد از دیگری آذربایجان را آماج تهاجمات پیاپی قرار داد. بعد از سلجوقیان، دورِ سلسله‌جنبانی ترکان آتابای یا اتابکان آغاز و با نفوذ این اقوام و گسترش زبان ترکی، سیطرهٔ زبان آذری محدود و رفته‌رفته رو به کاهش نهاد.»
در زمان سلجوقیان ترک‌های بیش‌تری به آذربایجان روی آورده‌اند. با ادامهٔ تسلط ترکان در دوران اتابکان، باز هم عدهٔ ترک‌ها در آن سرزمین فزونی یافت و زبان ترکی رونق بیش‌تری گرفت. همچنین حکومت ترکمانان آق‌قویونلو و قراقویونلو و اسکان آن‌ها در آذربایجان، بیش از پیش موجب رونق زبان ترکی و تضعیف زبان آذری گردید. جنگ‌ها و عصیان‌هایی که در فاصلهٔ برافتادن و برخاستن صفویان پیش‌آمد، سربازان ترک بیش‌تری را به آذربایجان سرازیر کرد. وجود قزلباش‌های ترک نیز مزید بر علت شده و زبان ترکی را در آن سرزمین رونق بخشید.

## جغرافیای سیاسی

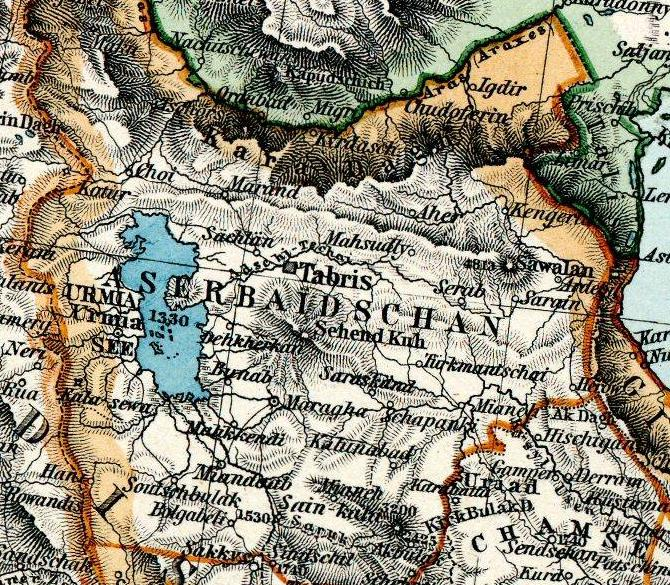
موقعیت آذربایجان در نقشهٔ ایران و توران در دورهٔ قاجاریه

شاهنشاهی ساسانی (ایران‌شهر) در نتیجهٔ اصلاحات اداری قباد یکم و خسرو انوشیروان از ۴ کوست (بخش بزرگ) تشکیل شده بود: خوراسان (شرق یا شمال‌شرق: شامل خراسان، قومس، گرگان، ماوراءالنهر، افغانستان)، خوروران (غرب یا جنوب‌غرب: شامل کرمانشاه، کردستان، لرستان، ایلام، بین‌النهرین، آسیای صغیر)، نیمروز یا پارس (جنوب یا جنوب‌شرق: شامل سیستان، کرمان، پارس، خوزستان، اصفهان، بنادر و جزایر خلیج فارس و دریای عمان، سند، مکران) و آدوربادگان (شمال یا شمال‌غرب: شامل آذربایجان، ارمنستان، گرجستان، اران، دیلم، رویان، تپورستان، ری). کوست‌ها گاهی نام سرزمین عمدهٔ خود را می‌گرفتند؛ از همین‌روی کوست شمالی «آدوربادگان» نام گرفت و کوست نیمروز هم گاهی «پارس» خوانده می‌شد.
استرابون جغرافی‌نگار یونانی در دفتر یازدهم جغرافی از آلبانیا (اران و شروان دوران اسلامی)، آتورپاتکان و ارمنستان نام می‌برد و می‌گوید که رود ارس از مرز آتورپاتکان در جنوب و ارمنستان در شمال می‌گذرد. در تاریخ پلینی نیز حدود آتورپاتکان تا رود است و رود ارس از میان ارمنستان بزرگ با آتورپاتکان عبور می‌کند. در زمان ساسانیان، آذربایجان به شکل باستانی آتورپاتکان خوانده شده است. در کتیبهٔ شاپور، این منطقه یکی از استان‌های ایرانشهر و در کنار ارمنستان، ایبریا (گرجستان امروزی)، آلبانیا (اران و شروان) و بلاشکان حساب شده است.
ابن فقیه همدانی در کتاب البلدان در سدهٔ سوم هجری، حدود آذربایجان را این‌گونه شرح می‌دهد: «آذربایجان از یک‌سو رود ارس و از سوی دیگر مرز زنجان و حدود دیلمستان و طارم و گیلان را شامل می‌شود.» ابن رسته نیز در کتاب اعلاق‌النفیسه و در همین سده، حدود آذربایجان را این‌چنین نوشته است: «اردبیل، مرند، باخروان، ورثان و مراغه.» اصطخری دیگر جغرافی‌دان سدهٔ سوم هجری در کتاب المسالک و الممالک ذیل فصلی تحت عنوان «ذکر ارمنیه و اران و آذربایجان» از شهرهای آذربایجان چنین یاد کرده است: «اردویل، مراغه، ارمیه، میانه و خونه، بروانان، دیرخقان، سلماس، نشوی، مرند، برزند، ورثان، موقان، جابروان و اَشنه.» به نوشتهٔ وی: «حدود آذربایجان از تارم تا حدود زنگان تا دینور تا حلوان تا شهرزور تا دجله و به حدود ارمینیه بازگردد.»
ابن حوقل در کتاب صورةالارض در سدهٔ چهارم هجری، شهرهای مراغه، تبریز، ارمیه، خوی، سلماس، برکری، اردبیل، داخرقان، اشنه، میانج، مرند و برزند را جزء شهرهای مهم آذربایجان ذکر کرده است. در کتاب حدود العالم نیز -که تألیف همین سده است- مناطق اران، ارمنستان و آذربایجان جدا از هم ذکر شده‌اند. محمد مقدسی -دیگر جغرافی‌دان سدهٔ چهارم هجری- در حالی که بین مناطق اران، ارمنستان و آذربایجان تفاوت قائل می‌شود، سلماس، ارومیه، مراغه و خوی را جزء ارمنستان شمرده و رسبه، تبریز، جابروان، خونج، میانج، سراة، بروی، ورثان، موقان، میمذ و برزند را جزء شهرهای آذربایجان ذکر کرده است.
زکریای قزوینی در سدهٔ هفتم هجری و در کتاب آثارالبلاد و اخبارالعباد، آذربایجان را سرزمینی پهناور بین اران و کوهستان می‌داند و می‌گوید شهرها، روستاها، کوه‌ها و رودخانه‌ها در آن سرزمین بسیار است. حمدالله مستوفی نیز در همین سده از ۹ تومان بلاد اداری آذربایجان در دوران ایلخانان این‌گونه یاد می‌کند: «بلاد آذربایجان ۹ تومان است، بیست و هفت شهر دارد در بیشتر مناطق این مملکت هوا سرد و در بعضی مناطق ملایم است، حدودش با ایالت عراق عجم، موغان، گرجستان، ارمن و کردستان پیوسته، طولش از باکو تا خلخال ۹۵ فرسخ، عرضش از بجروان تاسیپان ۵۵ فرسخ می‌باشد. یکم تومان تبریز (شامل تبریز، اوجان و طسوج)، دوم تومان اردبیل (شامل اردبیل و خلخال)، سوم تومان پیشگین (شامل پیشگین، خیاو اوناد، ارجاق، اهر، تکلفه و کلئبر)، چهارم تومان خوی (شامل خوی، سلماس، ارومیه و اشنویه)، پنجم تومان مراغه (شامل مراغه، دهخوارقان و نیلان)، هفتم تومان مرند (شامل مرند، دزمار، زنگیان، ریوز و گرکر)، هشتم تومان نخجوان (شامل نخجوان، اردوباد، آزاد و ماکویه).». در کتاب بستان‌السیاحه نوشتهٔ زین‌العابدین شیروانی حدود آذربایجان چنین آمده است: " … محدود است از طرف شمال به ولایت موغان و شیروان و جبال البرز و از سمت جنوب به عراق عجم و کردستان و از جانب مشرق به دیار خلخال و گیلان و طالش و دیلم و از جانب مغرب به بلاد ارمن و گرجستان. "
در ترجمهٔ فارسی کتاب یاقوت حموی (سدهٔ هفتم هجری) چنین آمده است: «حدود آذربایجان از بردعه تا مشرق تا از زنجان در مغرب و از سمت شمال به سرزمین‌های دیلم، جیل (گیلان) و طرم (طارم) است؛ و او (آذربایجان) اقلیم بزرگ و وسیعی است و از شهرهای مشهورش تبریز امروزه مرکز و بزرگ‌ترین شهر آذربایجان است و قبلاً مرکز آن مراغه بود و از شهرهایش خوی، سلماس، ارومیه، اردبیل، مرند و غیره است.» محمدجواد مشکور باور دارد یاقوت در مورد تعیین حدود آذربایجان دچار اشتباه شده و عبارت وی را چنین تصحیح کرده است: «حد آذربایجان از شمال بردعه از شرق بلاد، دیلم و گیلان و از مغرب از زنجان از جنوب بلاد طارم و زنجان است.» برپایهٔ این گفتهٔ یاقوت، بخشی از اران تا بردع نیز جزو آذربایجان بوده است؛ ولی در کتاب دیگر خود «گزیدهٔ مشترک» رود ارس را مرز میان آذربایجان و اران دانسته است.
گاهی زنجان را نیز به عنوان بخشی از آذربایجان به حساب می‌آورند. حسین آلیاری برپایهٔ نوشتهٔ جغرافی‌دانان و گردشگران اسلامی، حدود آذربایجان را این‌طور می‌نویسد: «تبریز، اردبیل، مراغه، خنج، ورثان، سیر، میانج، برزه، ارومیه، جابروان، خوی، مرند، گلسره، باجروان، برزند، سلماس، شیز، سلق، نریز، سندبابا، سابرخاست، سراو، ماینهرج، بذ، میمذ، نیر و زنجان.»

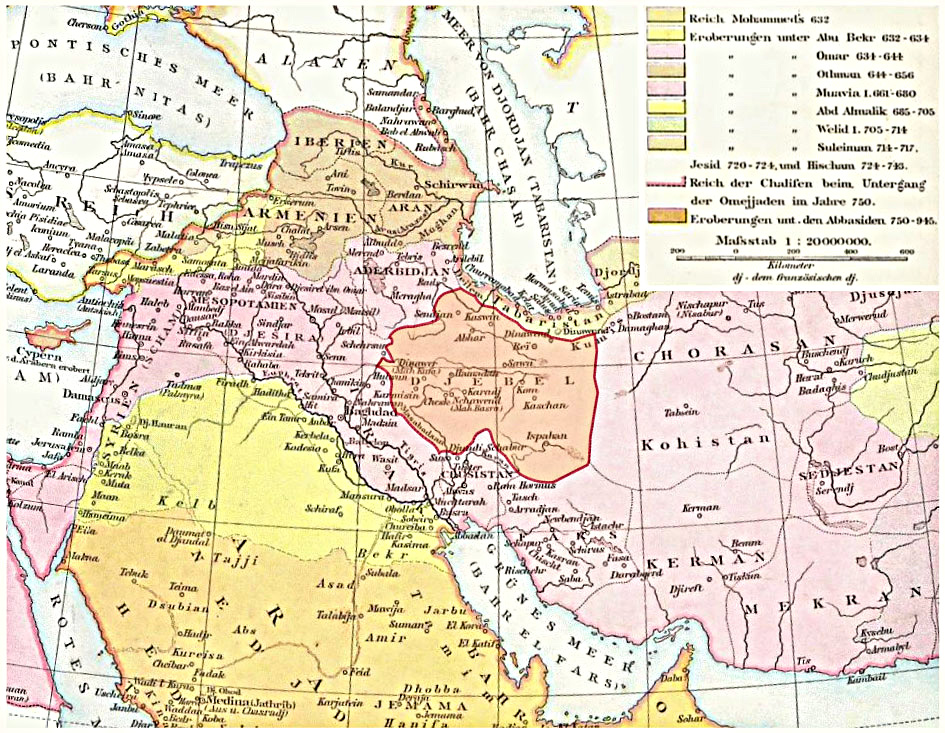
ناحیه جبال به رنگ نارنجی و در شمال غربی آن ناحیه آذربایجان در یک نقشه قدیمی

حدود و مرز آذربایجان در طول تاریخ از دید جغرافی‌دانان و جهانگردان متفاوت بوده است. نقشه‌های موجود از سده‌های پیش از سدهٔ بیستم، آن را جنوب ارس ترسیم کرده‌اند. بنابر نظر سویچسکی در منابع کتبی به ندرت اران با آذربایجان یکی شمرده شده است. منابعی نیز اران را جزء ارمنستان شمرده‌اند. بنابر نظر گروهی از دانشمندان، اطلاق نام آذربایجان به حاکمیت دولت مساوات برای جمهوری نوین آذربایجان، یک امر سیاسی برای جدایی آذربایجان تاریخی (آذربایجان ایران) بوده است و آذربایجان تاریخی را شامل نمی‌شود.
بنابر نظر بورنوتیان در دورهٔ صفویان به خاطر گرفتن مالیات، برخی از سرزمین‌های شمال ارس جزء آذربایجان حساب می‌شد. اما این رسم در سدهٔ هجدهم و نوزدهم میلادی به تدریج از بین رفت و برای تاریخ‌نگاران مسلمان محلی قفقازی -مانند میرزا جمال جوانشیر و میرزا آدیگوزل‌بگ- و سایر تاریخ‌نگاران این منطقه، آذربایجان واقع در جنوب ارس بوده است. همچنین بنابر نظر مایکل کروسانت، بخش‌هایی از اران جزء ارمنستان نیز به‌شمار آمده است.
به عقیدهٔ عباس زریاب خویی، دلیل این تناقض در مورد مرز شمالی آذربایجان در سده‌های چهارم و پنجم هجری تا زمان یاقوت حموی (سدهٔ هفتم قمری)، تسلط مسلمانان بر سراسر آذربایجان و اران و مسلمان‌شدن اهالی این دو سرزمین است و به همین جهت، جغرافی‌نگاران حدود اران و آذربایجان را گم کردند و از این‌رو گاهی حد شمالی آذربایجان را تا قسمت‌های خیلی شمالی‌تر رود ارس بالا برده‌اند.
پس از مهاجرت ترکان سلجوقی به آذربایجان و اران، از بین‌رفتن زبان‌های بومی، گسترش زبان ترکی و پس از آن رواج مذهب شیعه در دوسوی رود ارس و در هر دو سرزمین باعث پیوند هرچه بیش‌تر مردم این مناطق گردید و نام اران تحت‌تأثیر نام آذربایجان -که معروف‌تر بود- قرار گرفت. به گونه‌ای که واسیلی بارتلد معتقد است در این زمان اران بدون واسطه به آذربایجان ملحق شد.
بنابر نظر چند پژوهشگر در حقیقت در سده‌های گذشته و نقشه‌های پیش از سال ۱۹۱۸ میلادی، هیچ‌گاه بخشی که هم‌اکنون جمهوری آذربایجان نامیده می‌شود، نام آذربایجان برخود نداشته و همیشه قسمت جنوبی رود ارس -که هم‌اکنون در ایران قرار دارد- آذربایجان نامیده می‌شده و قسمت‌های شمال‌غربی رود ارس آلبانیا و سرزمین‌های شمال‌شرق رود ارس شروان نام داشته است و در دوران شوروی نام آذربایجان بر این مناطق گذاشته شد.
در جغرافیای دوران اسلامی، اکثراً اران و شروان دو ناحیهٔ جداگانه از هم حساب می‌شوند و شروان از دورهٔ خلافت عباسیان تا دورهٔ صفویان زیر سلطهٔ حاکمان محلی به نام شروانشاهان بوده است. بنابر نظر ولادیمیر مینورسکی، جمهوری آذربایجان از لحاظ تاریخی نامش آلبانیای قفقاز بوده است و در دوران اسلامی به آن اران می‌گفتند.
ابن حوقل با ارائهٔ تصویر جداگانه از سه ناحیهٔ ارمینیه، آذربایجان و اران در اثر خود، رود ارس را مرز میان آذربایجان و اران دانسته است. او شهرهای برذعه، جنزه، شمکور، شماخیه، شروان، شابران، قبله و شکی را از سرزمین اران و شهرهای اردبیل، داخرقان، تبریز، سلماس، خوی، برکری، ارومیه، مراغه، اشنه، میانج، مرند، برزند را جزء آذربایجان معرفی کرده است.
بنابر نظر واسیلی بارتلد، نام آذربایجان از آن جهت بر مناطق قفقاز گذاشته شد که گمان می‌رفت با برقراری یک جمهوری جدید به نام آذربایجان، آذربایجان ایران و این جمهوری نوبنیاد باهم یکی شده و آذربایجان ایران از این کشور جدا شود. وی می‌گوید:
نام آذربایجان برای جمهوری آذربایجان از آن جهت انتخاب شد که گمان می‌رفت با برقراری جمهوری آذربایجان، آذربایجان ایران و جمهوری آذربایجان یکی شوند… نام آذربایجان از این نظر برگزیده شد. هرگاه لازم باشد نامی انتخاب شود که بتواند سراسر جمهوری آذربایجان را شامل گردد، در آن صورت می‌توان نام اران را برگزید.
در همان زمان مخالفت‌هایی با این نام‌گذاری در ایران انجام شد و افراد و رسانه‌ها، محمد خیابانی، روزنامهٔ جنگل و روشنفکران آذربایجانی ایرانی، واکنش منفی به این نام‌گذاری نشان دادند. ولادیمیر مینورسکی می‌گوید که این نام‌گذاری دولت مساوات در زمان نوری‌پاشا انجام گرفت.
در همین راستا یوزف مارکوارت یک مقاله نوشت که در نشریهٔ «ایرانشهر» ترجمه و چاپ گردید:
پیش از همه لازمست که حکومت ایران با استناد تمام عناصر ملت ایرانی بدون تفریق زبان و مذهب برضد اسعتمال نام آذربایجان که جمهوریت تاتار قفقازی برخلاف حقیقت علمی و بدون استحقاق به خود چسبانده است، یک اعتراض سختی و قطعی به عمل بیاورند. در صفحات تاریخ به قدری کافی ثابت و مبرهنست که آذربادگان یا آذربایجان -که عرب‌ها آذربیجان نوشته‌اند- در تمام ازمنهٔ تاریخی در شمال ایران تا رود ارس امتداد داشت و در ابتدا قسمتی از ایالت شمالی ایران یعنی مدی را تشکیل می‌داده است. این قسمت از ایالت مدی در زمان استیلای ایران از طرف اسکندر در زیر ادارهٔ ساتراپ یعنی حاکم آن زمان که آتورپات (آذرباد) نام داشت، دم از استقلال می‌زد و از نام این ساتراپ آتورپاتکان یا آذربادگان نامیده می‌شد. گرچه یکی از جانشینان آتورپات که آرتابازان نام داشت حوزهٔ حکومت خود را وسعت داده و از شمال و شمال‌غربی تا کوه‌های قفقاز و تا گرجستان رسانید؛ ولی این توسیع مملکت موقتی بود زیرا پس از تأسیس سلطنت ارمنستان شرقی از طرف آرتاکسیس باز آن قسمت پس داده شد؛ و اما مملکتی که در شمال رود ارس بود و امروز اکثر اهالی آن تاتار هستند، در زمان قدیم آلبانی نامیده می‌شد که به زبان پارسی میانه یعنی پهلوی و به سریانی اران (به تشدید را) می‌گفتند و در کتب مورخان عرب نیز الران مذکور است. این تعبیر در تاریخ زندگانی شاه اسماعیل و در تاریخ کردستان تألیف شرف‌الدین بتلیسی پیش می‌آید. دولت روس بدبختانه این تعبیر تاریخی یعنی اران را به کار نبرده است؛ در صورتی که بعضی نام‌های دیگر تاریخی را مانند فرغانه و غیره چنان‌که هم می‌بایست نگه‌داشت. این دو مملکت اران و آذربایجان که اولی در شمال و دویمی در جنوب رود ارس واقع است با استثنای گوشهٔ شرقی آن یعنی شیروان امروزی از حیث روابط نژادی اساساً و به کلی متفاوت هستند و تا عهد مغول‌ها هریک از این‌ها تاریخ جداگانهٔ مخصوص برای خود داشته است؛ و بدین‌جهت باید هریک از این‌ها علاحده به زیر تدقیق و تحقیق گذاشته شود…
احمد کسروی در شهریاران گمنام می‌نویسد:
شگفت است که آران را اکنون «آذربایجان» می‌خوانند؛ با آن‌که آذربایجان یا آذربایگان نام سرزمین دیگریست که در پهلوی آران و بزرگ‌تر وشناس‌تر از آن می‌باشد و از دیرین‌زمان که آگاهی در دست هست، همواره این دو سرزمین از هم جدا بوده و هیچ‌گاه نام آذربایجان بر آران گفته نشده است. ما تاکنون ندانسته‌ایم که برادران آرانی ما که حکومت آزادی برای سرزمین خود برپا کرده و می‌خواستند نامی نیز بر آن‌جا بگذارند، برای چه نام تاریخی و کهن خود را کنار نهاده، دست یغما به سوی آذربایگان دراز کردند؟ و چه سودی را از این کار شگفت خود امیدوار بودند؟ این خرده‌گیری نه از آنست که ما برخاسته آذربایگانیم و تعصب بوم و میهن خود نگه می‌داریم. چه آذربایگان را از این کار هیچ‌گونه زیان نیست؛ بلکه از اینست که برادران آرانی ما در آغاز زندگانی ملی و آزاد خود، پشت‌پا به تاریخ و گذشتهٔ سرزمینشان می‌زنند و این خود زیانی بزرگ است؛ و آن‌گاه تاریخ مانند چنین کار شگفت سراغ ندارد!
محمدجواد مشکور نیز در این باره نوشته است:
ایالت اران که در دوران اسلامی به این نام مشهور بود، از زمان ترکان قراقویونلو و آق‌قویونلو تا جنگ جهانی اول قراباغ… خوانده می‌شد. پس از شکست روسیهٔ تزاری، مردم آن ناحیه دعوی استقلال کرده، در سپتامبر سال ۱۹۱۸ میلادی حکومتی به نام آذربایجان تحت نفوذ دولت عثمانی تشکیل دادند. غرض از این نام‌گذاری این بود که از ضعف دولت مرکزی ایران در اواخر قاجاریه استفاده کرده، آذربایجان ایران را -که مردم آن مانند اهالی قرهباغ به لهجه‌های ترکی سخن می‌گفتند- با آذربایجان ساختگی به هم پیوند داده و در دوسوی رود ارس حکومتی تحت نفوذ عثمانی تشکیل دهند؛ ولی ترکان به زودی شکستخورده و امپراتوری عثمانی تجزیه شد.

### نفوذ بر شمال ارس

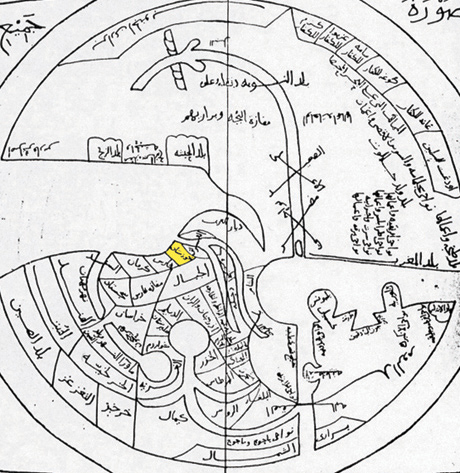
نقشهٔ جهان ترسیم شده در قرن دهم توسط ابن حوقل؛ در این نقشه آذربایجان و اران در یک منطقه نشان داده شده‌اند.

به گفتهٔ عنایت‌الله رضا، اران بعد از دورهٔ حملهٔ مغول گاه تحت فرمان شروانشاهان و گاه تحت نفوذ فرمانروایان آذربایجان بود. این در حالی است که ریچارد فرای می‌گوید اران بعد از هجوم مغول، همواره تحت فرمان حکمرانان آذربایجان بوده است. احمد کسروی در این باره می‌نویسد: «در قرن‌های نخستین اسلام که تازیکان در همه‌جای ایران رشته فرمانروایی را در دست داشتند اران بیشتر تابع آذربایجان بود و کسی که به عنوان والی برای هر دو از شام یا بغداد فرستاده می‌شد، در آذربایجان می‌نشست، گاهی ارمنستان نیز تابع آنجا بود… از این‌جاست که از این سه سرزمین یکجا و باهم یاد می‌شد».

مثلاً تاریخ طبری چنین نوشته است:
اول حد از همدان گیرند تا به ابهر و زنگان بیرون شوند و آخرش به دربند خزران و بدین میانه، هرچه شهرها است همه را آذربایگان خوانند… راه‌ها به آخر آذربایگان که از آن جمله بلاد خزران شوند، گروهی برخشک و گروهی از دریا، که از هر راهی دربند خوانند و به تازی باب گویند.

### نفوذ بر استان زنجان

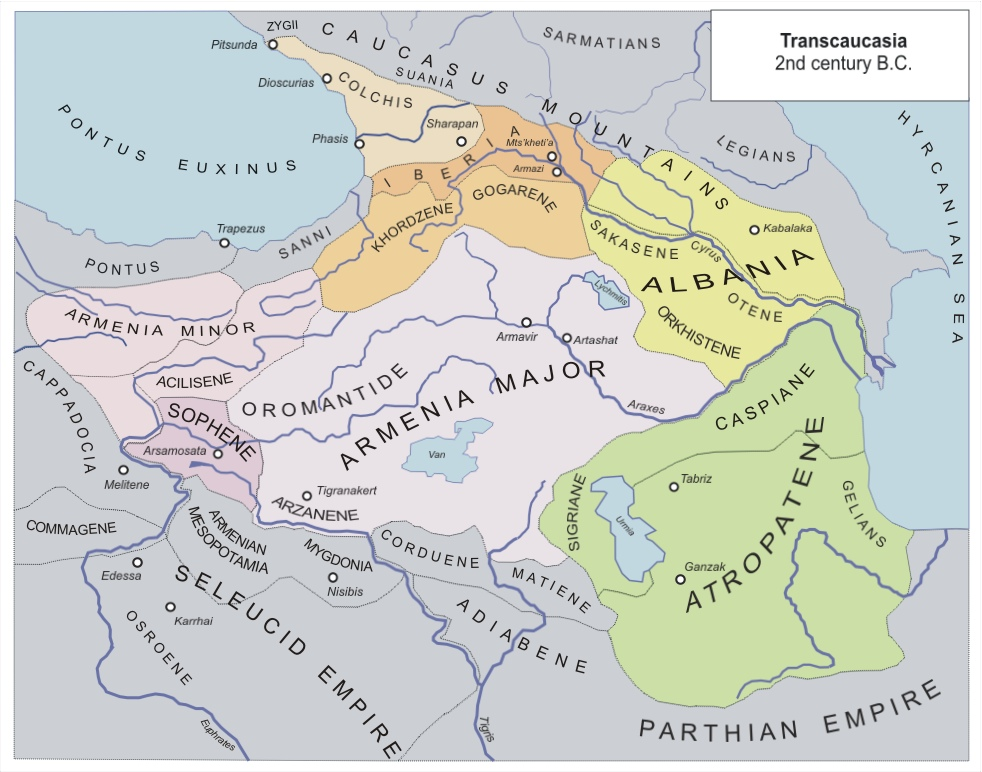
نقشهٔ آتورپاتکان، شامل بخش شرقی قزل‌اوزن: استان زنجان

«ولایت خمسه» سابق (استان زنجان فعلی) شامل پنج بلوک اصلی زنجان‌رود (زنجان: مرکز ولایت و طارم)، ابهررود (ابهر)، خدابنده (قیدار)، سجاس‌رود (سجاس) و ایجرود و نیز شهرهای سلطانیه، سهرورد، انگوران و برخی نقاط دیگر خمسه در بخشی از منابع جزء آذربایجان ذکر شده‌اند.

استان زنجان همچنین در برخی از کتاب‌های مربوط به دوران زندیان و قاجاریان به نام «خمسهٔ آذربایجان» خوانده شده است؛ ولی از اواخر دورهٔ قاجار صرفاً «خمسه» ذکر شده و در دورهٔ پهلوی تشکیل شهرستان زنجان و سپس استان زنجان را داده است؛ مثلاً در رستم‌التواریخ از دورهٔ زندیه آمده است:
به جانب آذربایجان، روان شد. در مدت هفت سال… ارومیه و مراغه و اردبیل و خوی و تبریز و… زنجان و حدود تالش و… مابقی آن مملکت بابرکت را در حیطهٔ ضبط و تصرف خود درآورده…

## جغرافیای طبیعی

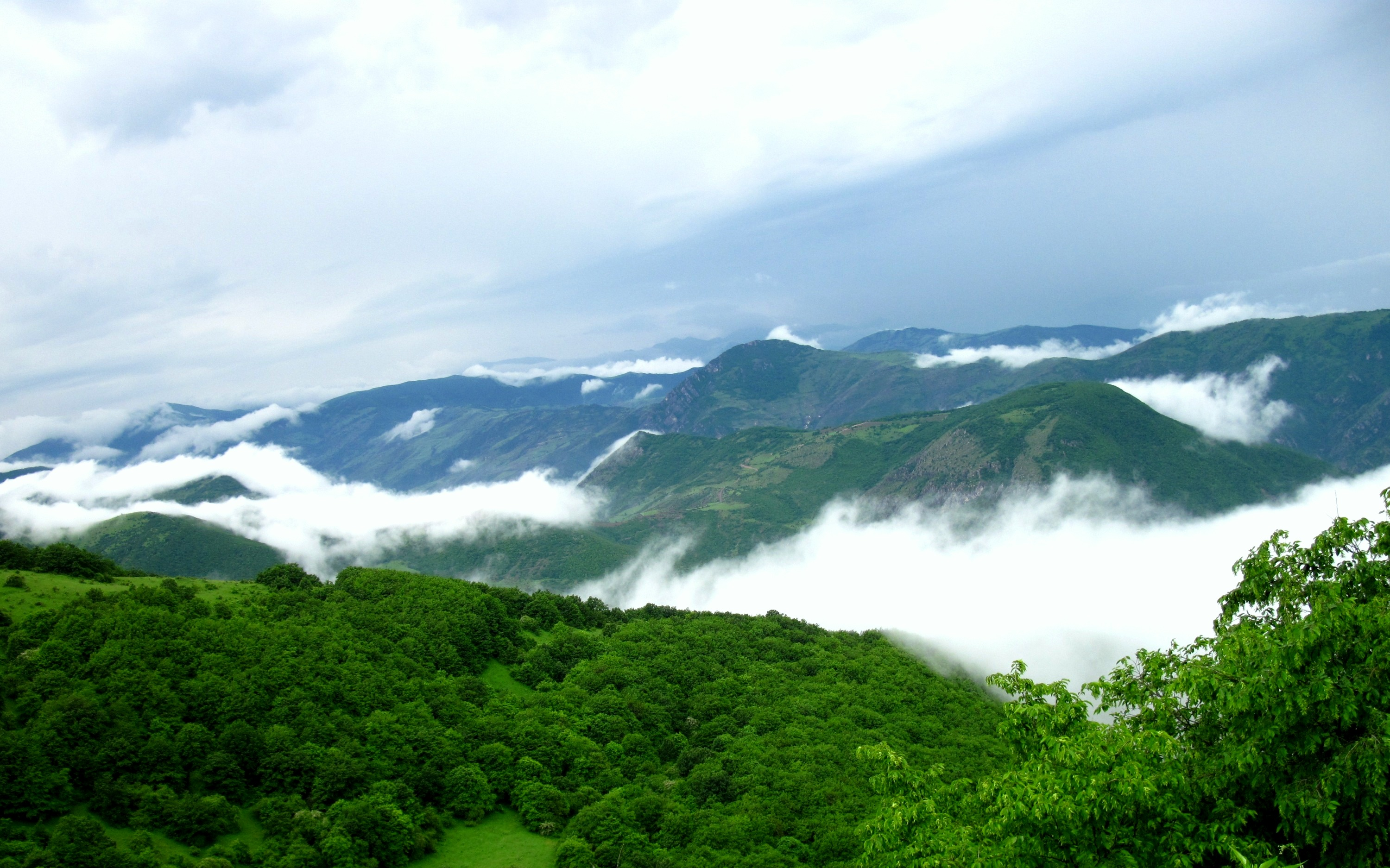
جنگل‌های مه‌گرفتهٔ ارسباران

آذربایجان در شمال غربی ایران و در محل تلاقی رشته کوه البرز، زاگرس و قفقاز واقع شده است و سرزمینی عمداتا کوهستانی است. رودهای آذربایجان بیشتر در حوزه آبریز دریاچه ارومیه و دریاچه خزر جاری‌اند. آب و هوای اکثر مناطق غرب و شمالغرب آذربایجان مرطوب مدیترانه‌ای و در نواحی جنوبی مدیترانه‌ای با تابستان گرم است. قرار گرفتن در مسیر اروپا موقعیت راهبردی ویژه‌ای به این منطقه داده است.

### دریاچه‌ها
- دریاچه ارومیه بزرگ‌ترین دریاچه در محدودهٔ آذربایجان و ایران است که در بین استان‌های آذربایجان شرقی و آذربایجان غربی واقع شده است. این دریاچه در سال‌های اخیر با مشکل کم‌آبی و خطر خشک شدن کامل مواجه بوده است.
- دریاچه نئور دریاچه‌ای بین شهرستان تالش و شهرستان خلخال
- دریاچه شورابیل این دریاچه در جنوب شهر اردبیل واقع است.
- دریاچه قوریگل دریاچه آب شیرین در دامنهٔ کوه سهند و در نزدیکی شهر بستان‌آباد واقع شده است.

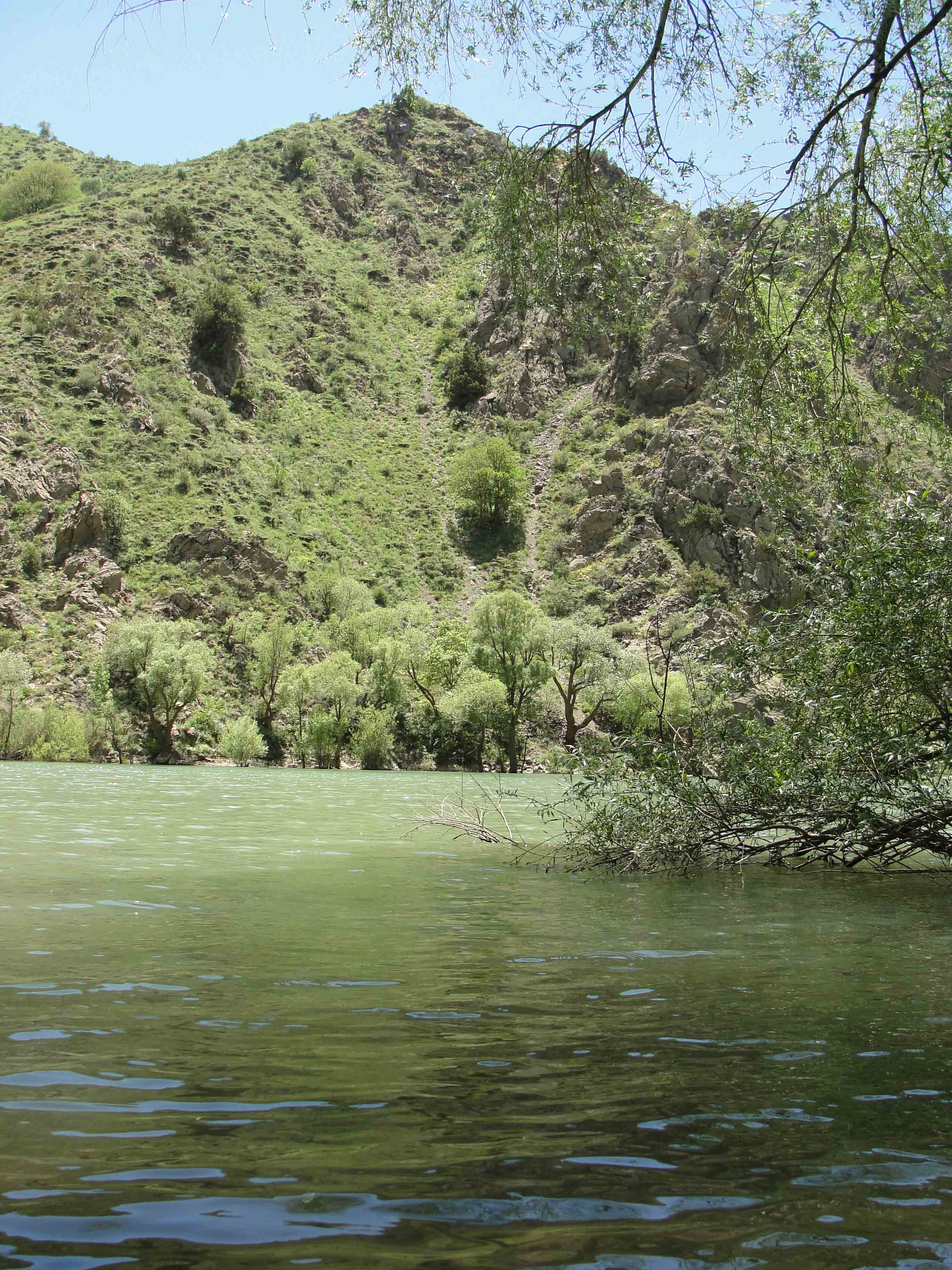
دریاچه مارمیشو
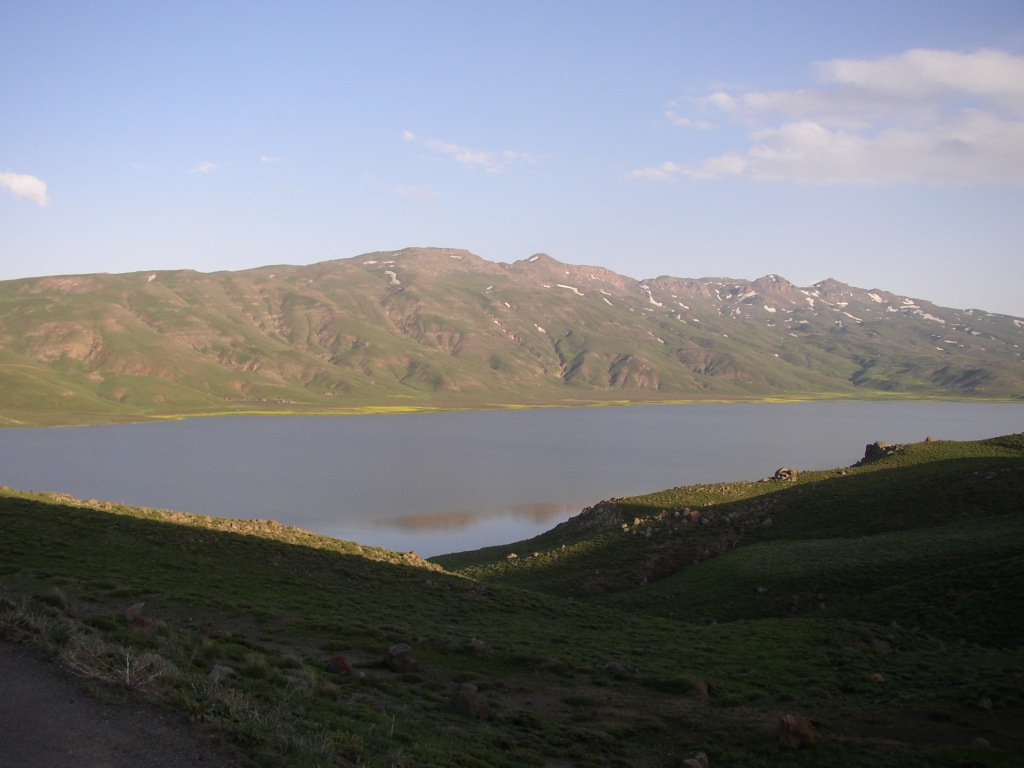
دریاچه نئور

### ناهمواری‌های طبیعی
آذربایجان در محل تلاقی دو رشته کوه بزرگ فلات قاره ایران یعنی زاگرس و البرز قرار دارد و بلندترین قله‌های آذربایجان عبارتند از قله‌های آتشفشانی سبلان در استان اردبیل و سهند در استان آذربایجان‌شرقی.

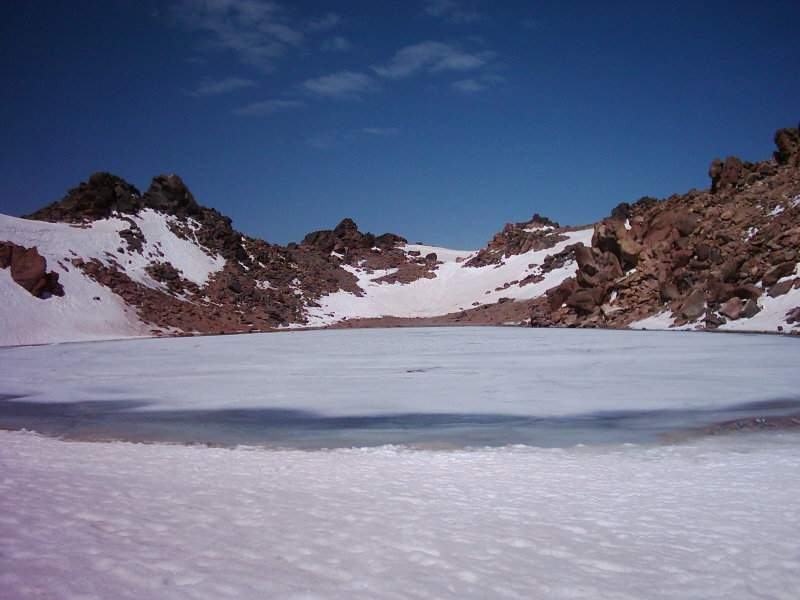
دریاچه دهانه آتشفشان در نزدیکی قله سبلان
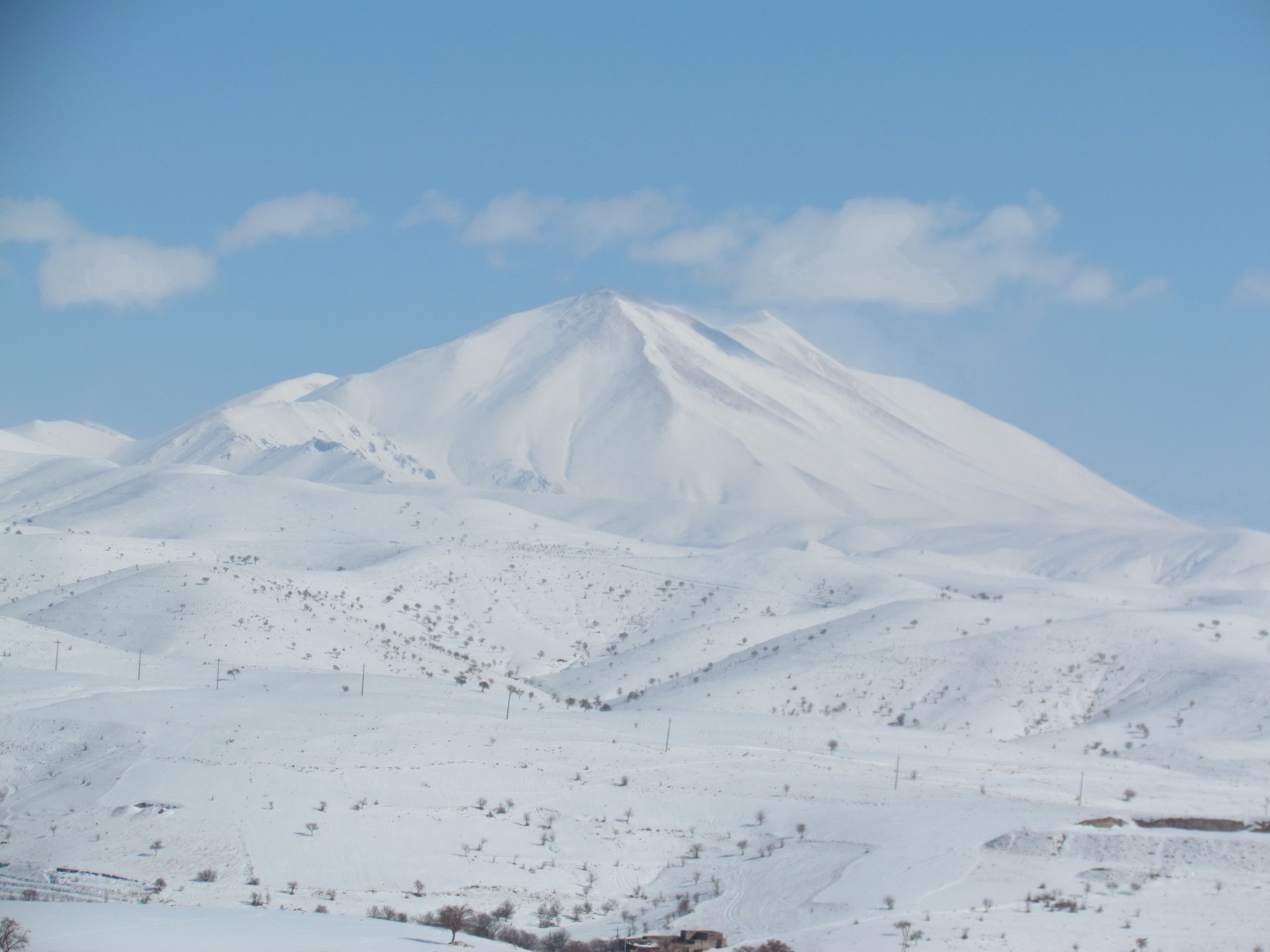
قله کوه سهند

### رودها
- رودهای حوضهٔ آبریز دریاچه ارومیه شامل بر زرینه‌رود، سیمینه‌رود، تلخه‌رود، گدار چای، باراندوز، شهرچای، نازلو و زولا هستند.
- رودهای حوضهٔ دریاچهٔ خزر شامل بر ارس و قزل‌اوزن (شاخه‌ای از سفیدرود) هستند.

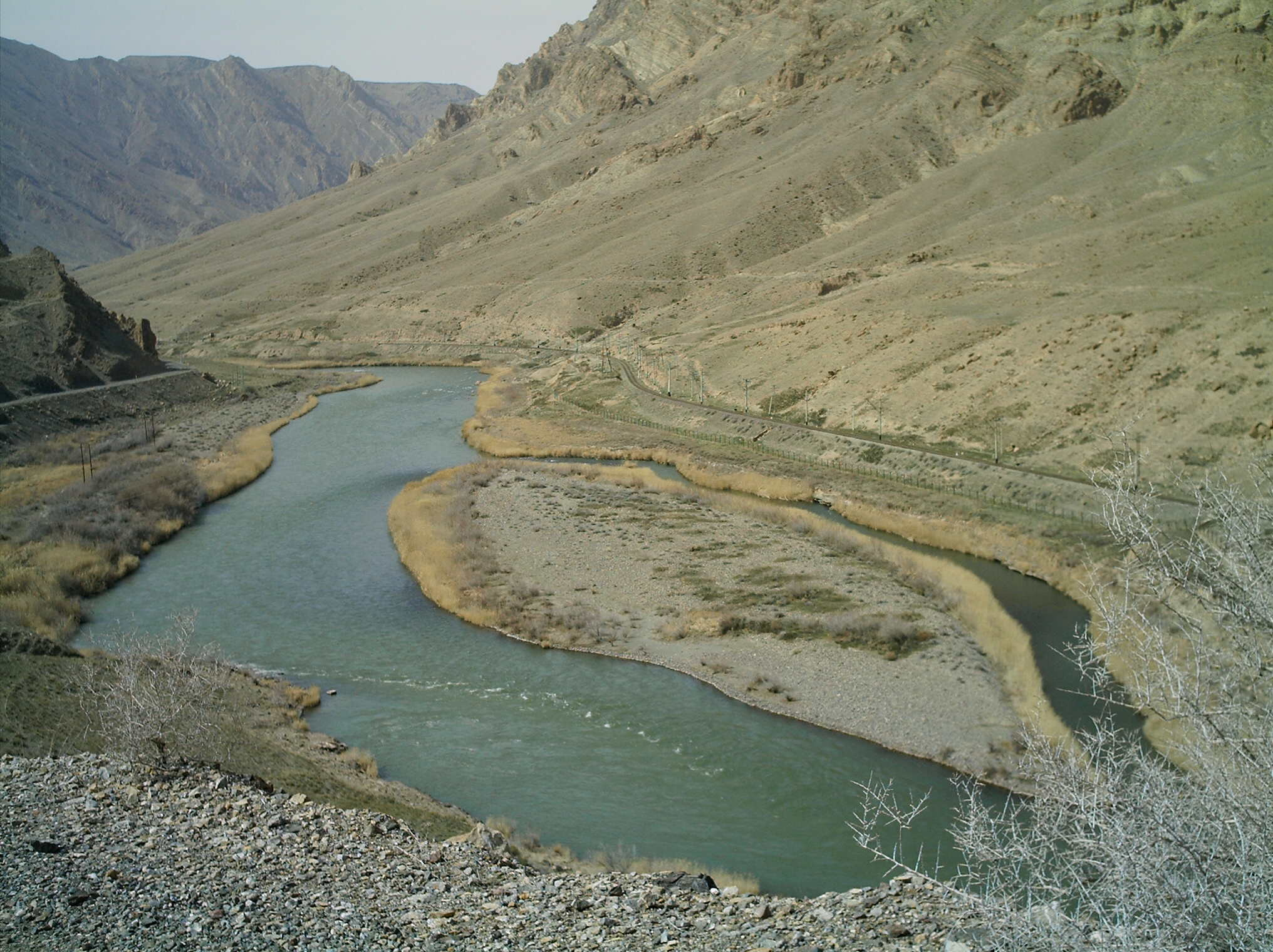
رود ارس، طولانی‌ترین و پرآب‌ترین رود آذربایجان، در نزدیکی شهر جلفا
زرینه‌رود، پرآب‌ترین رود آب شیرین حوضهٔ آبریز دریاچهٔ ارومیه
آجی‌چای، بزرگ‌ترین رود حوضهٔ آبریز دریاچهٔ ارومیه

### جلگه
جلگهٔ مغان در شمال‌شرق آذربایجان و در نزدیکی دریاچهٔ خزر، بزرگ‌ترین جلگهٔ آذربایجان است. دیگر جلگه‌های آذربایجان در ساحل دریاچهٔ ارومیه و در محل تلاقی رودهای آجی‌چای، زرینه‌رود و شهرچای در شرق، جنوب و غرب دریاچهٔ ارومیه واقع‌اند.

## مردم
اکثریت مردم آذربایجان را آذری‌ها تشکیل می‌دهند. کردهای آذربایجان نیز به لحاظ جمعیتی در جایگاه دوم هستند. همچنین گروهی از تالش‌ها و تات‌ها، ارامنه، آشوریان و یهودیان نیز در این منطقه سکونت دارند.
جرج کرزن در کتاب ایران و قضیه ایران (۱۸۹۲)، جمعیت آذربایجان را در آن سال حدود ۲ میلیون نفر دانسته که علاوه بر مردم آذری، ۲۵۰ تا ۴۵۰ هزار نفر (۱۲٫۵ تا ۲۲٫۵ درصد) از آن‌ها کرد، ۴۴ هزار نفر (۲٫۲ درصد) نسطوری (آشوری) و ۲۸ هزار و ۸۹۰ نفر (۱٫۴۴ درصد) هم ارمنی بوده‌اند.
مردم آذربایجان در گذشته به گویش‌های مختلفی صحبت می‌کرده‌اند. به استناد شمس‌الدین مقدسی، به ۷۰ گویش در اطراف اردبیل صبحت می‌شد. مورخان، جغرافی‌دانان و سفرنامه‌نویسانی همچون ابن مقفع (د ۱۴۲ق/۷۵۹م)، مسعودی (د ۳۴۶ق/۹۵۷م)، حمزه اصفهانی (د بعد از ۳۵۰ق/۹۶۱م)، ابوالقاسم محمدبن حوقل (د بعد از ۳۷۸ق/۹۸۸م)، ابواسحاق ابراهیم اصطخری (د ۳۴۰ ق/۹۵۱م)، حمداللّه مستوفی (تألیف در ۷۴۰ق/۱۳۳۹م) و یاقوت حموی (د ۵۷۴ ق ۱۱۷۹ م) زبانِ مردمِ آذربایجان را فارسی، پهلوی (الفهلویه) و آذری به عنوان یکی از زبان‌های ایرانی ذکر کرده‌اند.
از قرن چهارم هجری/یازدهم میلادی به بعد، با ورود و استقرار دودمان‌های ترک‌زبان در ایران‌زمین و به‌ویژه در آذربایجان – مانند سلجوقیان، قراقویونلوها، آق‌قویونلوها، صفویان، افشاریان و قاجاریان– به مرور زمان، زبان ایرانیانِ آذربایجان به ترکی تغییر پیدا کرده است. از این رو، امروزه زبان روزمرهٔ گفتاری در بیشتر مناطق آذربایجان ایران، ترکی آذربایجانی است. همچنین در برخی از مناطق به زبان‌های کردی، ارمنی و تاتی سخن گفته می‌شود.

### زبان ترکی آذربایجانی

نقشهٔ مناطقی که در آن‌ها به زبان ترکی آذربایجانی صحبت می‌شود، شامل استان‌های آذربایجان شرقی، اردبیل، زنجان و بخش‌هایی از آذربایجان غربی

ایرانیان ترک‌زبان، دومین گروه زبانی بزرگ در ایران پس از فارسی‌زبانان هستند. از طوایف و عشایر بزرگ ترک ایران می‌توان به ترکمن، شاهسون، افشار، قشقایی، خمسه، خلج و شقاقی اشاره کرد که علاوه بر آذربایجان، در خراسان، فارس، مازندران، گلستان و برخی مناطق دیگر نیز سکونت دارند.
به‌طور کلی، روند گسترش زبان ترکی در آذربایجان از دورهٔ سلجوقیان و به ویژه با روی کار آمدن اتابکان آذربایجان (سدهٔ دوازدهم) و استقرار حکومت آن‌ها در اردبیل و تبریز شروع شد. حذف تدریجی زبان آذری، به عنوان یکی از زبان‌های ایرانی، از آذربایجان از سدهٔ سیزدهم (پس از حملهٔ مغول) و همراه با کوچ گستردهٔ اقوام ترک‌زبان به این منطقه (به دلیل استقرار پایتخت ایلخانان در شهرهای مراغه، تبریز، سلطانیهٔ زنجان) شدت یافت. این روند با انتخاب تبریز به عنوان پایتخت از سوی حکومت‌های چوپانیان، جلایریان، قراقویونلو و آق‌قویونلوها و در طول سده‌های چهاردهم و پانزدهم نیز ادامه یافت. نهایتاً زبان ترکی آذربایجانی که با قواعد دستوری ترکی، ولی شامل واژگانی آذری و عربی بود، در اواخر سدهٔ شانزدهم در مراکز مهم آذربایجان کاملاً رایج گردیده بود؛ هرچند در اوایل سدهٔ مذکور (اوایل دورهٔ صفویان) این غلبه همچنان کامل نبوده است؛ و نشان از این دارد که مهاجرت اقوام ترک‌زبان، همچون قزلباشان به سمت آذربایجان و تبریز (پایتخت اول صفویان)، همچنان در اوایل دورهٔ صفویان نیز تداوم داشته است (البته این بار به جای آسیای مرکزی از سمت آسیای صغیر).
واسیلی بارتلد دربارهٔ ترکیب جمعیتی آذربایجان، کمی پیش از روی کار آمدن شاه اسماعیل یکم می‌نویسند: این زمان آذربایجان از نظر ترکیب جمعیتی ترک بوده است. قبایل ترک همواره به شیوخ می‌پیوستند… شیخ حیدر در نبرد با ترکمانان کشته شد. فرزندش اسماعیل [صفوی]...
آنتونی شرلی جهانگرد انگلیسی که در اوایل سدهٔ هفدهم از ایران صفوی بازدید کرده، چنین می‌نویسند: «شیخ صفی و پدرانش… از بومیان آذربایجان و زبان ایشان آذری می‌بوده و ترکی‏ که شاه اسماعیل با آن شعر سروده سپس در آن خاندان رواج یافته…»
آدام اولئاریوس جهانگرد آلمانی اوایل سدهٔ هفدهم نیز در این باره نوشته است که: «بخشی از شهرت اردبیل مدیون موقع بازرگانی آن است که از طریق تجارت توسط بازرگانان بومی و بیگانه انجام می‌شود. اهالی شهر زبانشان ترکی است».
محمدحسن اعتمادالسلطنه نیز سفرنامهٔ آدام آلمانی به ایران را چنین نقل می‌کند: در سنه هزار و ششصد و سی و هفت مسیحی مطابق با هزار و چهل و هفت هجری اولاریوس نام سفیر والی هولستن که به دربار شاه عباس اول مأمور بود به اردبیل رسید. او نوشته است: «اردبیل از شهرهای قدیم آذربایجان و مقر سلطنت سلاطین عظیم الشان ایران و اکنون مدفن شیخ صفی جد پادشاه ایران است. اسم قدیم اردبیل، اربلا بوده‏. زبان اهالی ترکی‏ و شهر واقع است در وسط صحرائی که اطراف آن کوه است.
ژان شاردن، جهانگرد فرانسوی اواخر سدهٔ هفدهم نیز دربارهٔ زبان‌های اصلی ایران صفوی اینگونه بیان می‌کند:
ایرانیان معمولاً به یکی از سه زبان فارسی، ترکی، عربی سخن می‌گویند. آنان بر این باورند که فارسی‌زبان طبیعی و قومی ایرانیان است. بزرگان و جاه‌مندان، و کسانی که با آنها آمد و شد و سر و کار دارند این سه زبان را به نسبت مساوی می‌دانند. بسیاری از زنان نیز به این سه زبان آشنا هستند؛ و اگر دست‌کم، از این سه، زبانهای فارسی و ترکی را ندانند در مکالمه درمی‌مانند. من این دو زبان یعنی فارسی و ترکی را می‌دانستم و به خواندن و نوشتن زبان عربی هم آشنا بودم، امّا روزی نبود که از عدم تسلّط خود بر این زبان دلگیر و متحسّر نباشم؛ زیرا بسی روی می‌نمود که از درک و فهم بعضی مطالب درمی‌ماندم. زبان فارسی بر اطلاق زبان شعر و ادب مردمان است. درباریان و افراد سپاهی و بزرگان و زنان جاه‌مندان در خانه همه به زبان ترکی صحبت می‌کنند زیرا پادشاه و افراد خانوادهٔ سلطنت از آذربایجان که زبان همه مردمانش ترکی است برخاسته‌اند، امّا عربی از آن جهت که زبان دینی مردم است محترم می‌باشد.
ایلات شاهسون، قره‌داغ و شقاقی در استان‌های آذربایجان شرقی و اردبیل سکونت دارند و استان‌های آذربایجان غربی و زنجان نیز از مراکز اصلی سکونت ایل افشار در ایران هستند. کرزن هم جمعیت «اورمیه» (ارومیه) را در سال ۱۸۹۲ بالغ بر ۳۰ تا ۴۰ هزار و بیشتر آنان را از ترکان افشار می‌داند. همچنین به سکونت ۳ هزار خانوار شیعهٔ «قره‌پاپا» (قره‌پاپاق) در مناطق «سلدوز» (نقده) و «براندوز» (باراندوز) اشاره می‌کند.

### زبان کردی

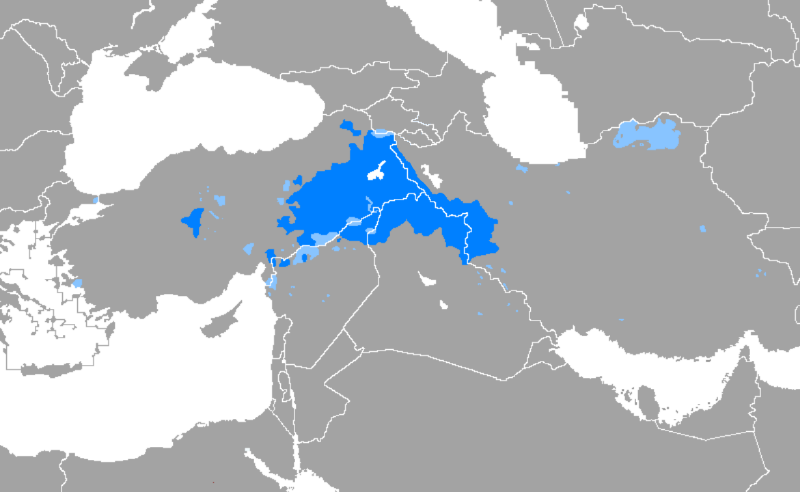
نقشهٔ مناطقی که در آن‌ها به زبان‌های کردی صحبت می‌شود، شامل بخش‌هایی از استان آذربایجان غربی

از طوایف و عشایر بزرگ کرد ایران می‌توان به مکری، بلباس، کلهر، گوران و سنجابی اشاره نمود که علاوه بر کردستان، در آذربایجان، خراسان، قزوین و برخی مناطق دیگر ساکن هستند. محمد امین زکی در کتاب «خلاصهٔ تاریخ الکرد» و محمد مردوخ کردستانی در کتاب «تاریخ مردوخ» به سکونت گروهی از ایل رشوند در آذربایجان اشاره می‌کنند.
کردهای آذربایجان، دومین گروه زبانی بزرگ ساکن در این منطقه (پس از آذری‌ها) هستند و در استان آذربایجان غربی سکونت دارند. به گونه‌ای که ۵ شهرستان بوکان، مهاباد، پیرانشهر، سردشت و اشنویه در جنوب استان (منطقهٔ مکریان) با ۸۱۹٬۸۵۴ نفر جمعیت در سال ۱۳۹۵ خورشیدی، تقریباً به‌طور کامل کردزبان هستند. در دیگر شهرستان‌های آذربایجان غربی نیز عمدتاً گویشوران به هردو زبان ترکی آذربایجانی و کردی در کنار هم سکونت دارند و مناطقی دوزبانه محسوب می‌شوند.
کردهای ساکن بخش شمالی آذربایجان غربی (از شهرستان اشنویه به سمت شمال) به زبان کردی کرمانجی صحبت می‌کنند و بخش بزرگی از آن‌ها از ایل شکاک هستند. کردهای بخش جنوبی آذربایجان غربی نیز به زبان کردی سورانی سخن می‌گویند و ایل مکری از بزرگ‌ترین ایلات این منطقه (مکریان) است. البته ایلات کرد دیگری نیز با جمعیت کمتر در هردو بخش شمالی و جنوبی استان زندگی می‌کنند؛ از جمله اینکه در بخش‌های کردنشین شهرستان ارومیه در کنار ایل شکاک، ایلات بیکزادگان، هرکی، زرزا و مامش نیز سکونت دارند.
در گذشته، دامنهٔ حضور کردهای کرمانجی‌زبان در آذربایجان تا شمال ارس هم ادامه داشته که بعداً توسط شاه عباس یکم در اوایل سدهٔ هفدهم جهت مقابله با حملات ازبک‌ها به استان خراسان شمالی کوچانده شده‌اند. تا جایی که لهجهٔ کردهای شمال آذربایجان غربی بیشتر به کردهای خراسان شمالی شبیه است تا به کردهای جنوب آذربایجان غربی. این گروه از کردها در شمال خراسان، تشکیل ایل شادلو را داده‌اند و البته برخی از اسامی جغرافیایی قفقاز را در خراسان به کار برده‌اند.
در منابع معتبر به حضور تاریخی کردها در منطقهٔ آذربایجان اشاره شده است. به عنوان نمونه، گای لسترنج در ذکر شهرهای آذربایجان با استناد به منابع تاریخی دربارهٔ وضعیت اشنویه در عصر خلافت عباسی می‌نویسد: در شمال‌غربی پسوا، شهر «اشنه» واقع بود که در زمان ابن حوقل [سدهٔ دهم میلادی]، کردها در آنجا مسکن داشتند و حمدالله مستوفی که نام آن را به صورت اشنویه نوشته…
جرج کرزن در سال ۱۸۹۲، بخش‌های کردنشین ایران را (علاوه بر کردهایی که به خراسان مهاجرت کرده‌اند)، به ۳ قسمت کردهای مرزی و آذربایجان (۲۵۰ تا ۴۵۰ هزار نفر)، کردهای کردستان خاص (مثل سنندج و اردلان) (۱۲۰ هزار نفر) و کردهای کرمانشاه (۲۳۰ هزار نفر) تقسیم می‌کند و مجموع جمعیت آن‌ها را بین ۶۰۰ تا ۸۰۰ هزار نفر ذکر می‌نماید (در کنار کردهای ساکن قلمرو امپراتوری عثمانی با ۱ تا ۱٫۵ میلیون نفر جمعیت). او دربارهٔ کردهای آذربایجان چنین می‌نویسد:
اهمیت خاص سیاسی آذربایجان: … در این ایالت و نواحی همجوار آن قوم مشهور و دارای هیبت کرد ساکن‌اند که نام آنها در دنیا مترادف با سلحشوری و جنگجوئی است.
در حدود سال‌های ۲۸۱ تا ۲۹۳ هجری قمری، کردها در آذربایجان با دیلمیان در نزاع بودند و بعد از آن نیز با قوم مهاجم غز که به آذربایجان و ارمنستان و همدان و دیاربکر و موصل و ری حمله کرده‌بودند، مقابله کردند.
کرزن، ایلات عمدهٔ کرد ساکن آذربایجان در سال ۱۸۹۲ را شامل «هرکی» (۲ هزار خانوار)، «مکری» (۲ هزار خانوار در شرق و شمال‌شرق ساوجبلاغ)، «شکاک» (۱٫۵ هزار خانوار) و «زیزا» (زرزا) (هزار خانوار در شمال‌غرب اشنویه) ذکر می‌کند؛ او «ساوجبلاغ» (مهاباد) با ۱۵ هزار نفر جمعیت را کرسی کردهای آذربایجان معرفی کرده که حاکم کرد آنجا تابع تبریز بوده است.
براساس توافق سید جعفر پیشه‌وری با دولت مرکزی ایران (۱۹۴۶) قرار شده بود زبان رسمی حکومت خودمختار آذربایجان، فارسی باشد؛ اما در دفاتر، کارهای محلی به هردو زبان فارسی و ترکی آذربایجانی صورت پذیرند؛ همچنین در طول دورهٔ ۵ سالهٔ تحصیلات ابتدایی، تدریس به زبان ترکی آذربایجانی یا کردی صورت پذیرد. این در حالی است که در این توافق صحبتی از تدریس زبان‌های دیگر نشده و نشان از اهمیت زبان کردی در کنار زبان ترکی آذربایجانی در منطقهٔ آذربایجان دارد.

### دین

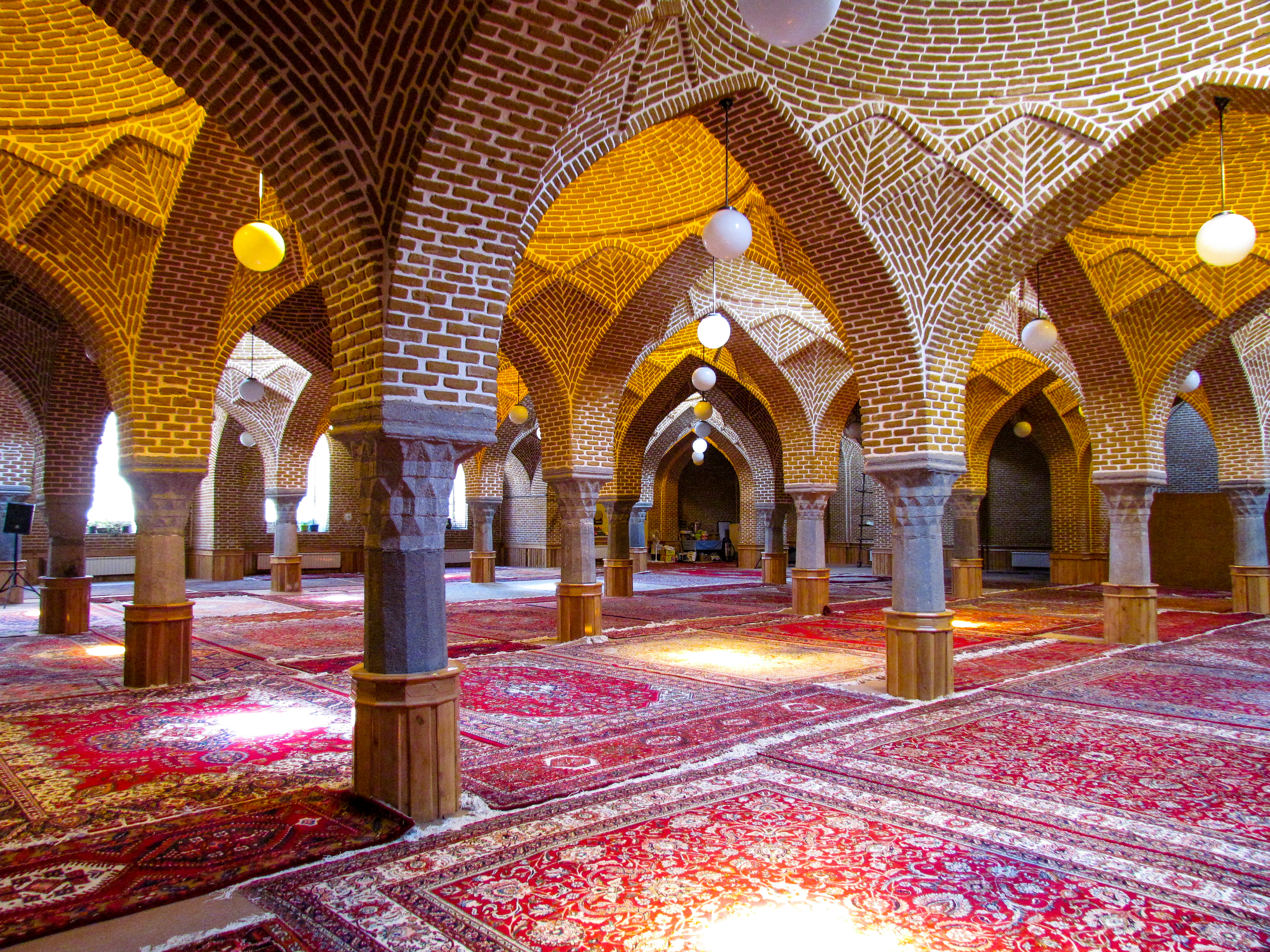
مسجد جامع تبریز؛ در این مسجد به دستور شاه اسماعیل یکم، خطبهٔ رسمی شدن مذهب شیعه در ایران قرائت گردید.

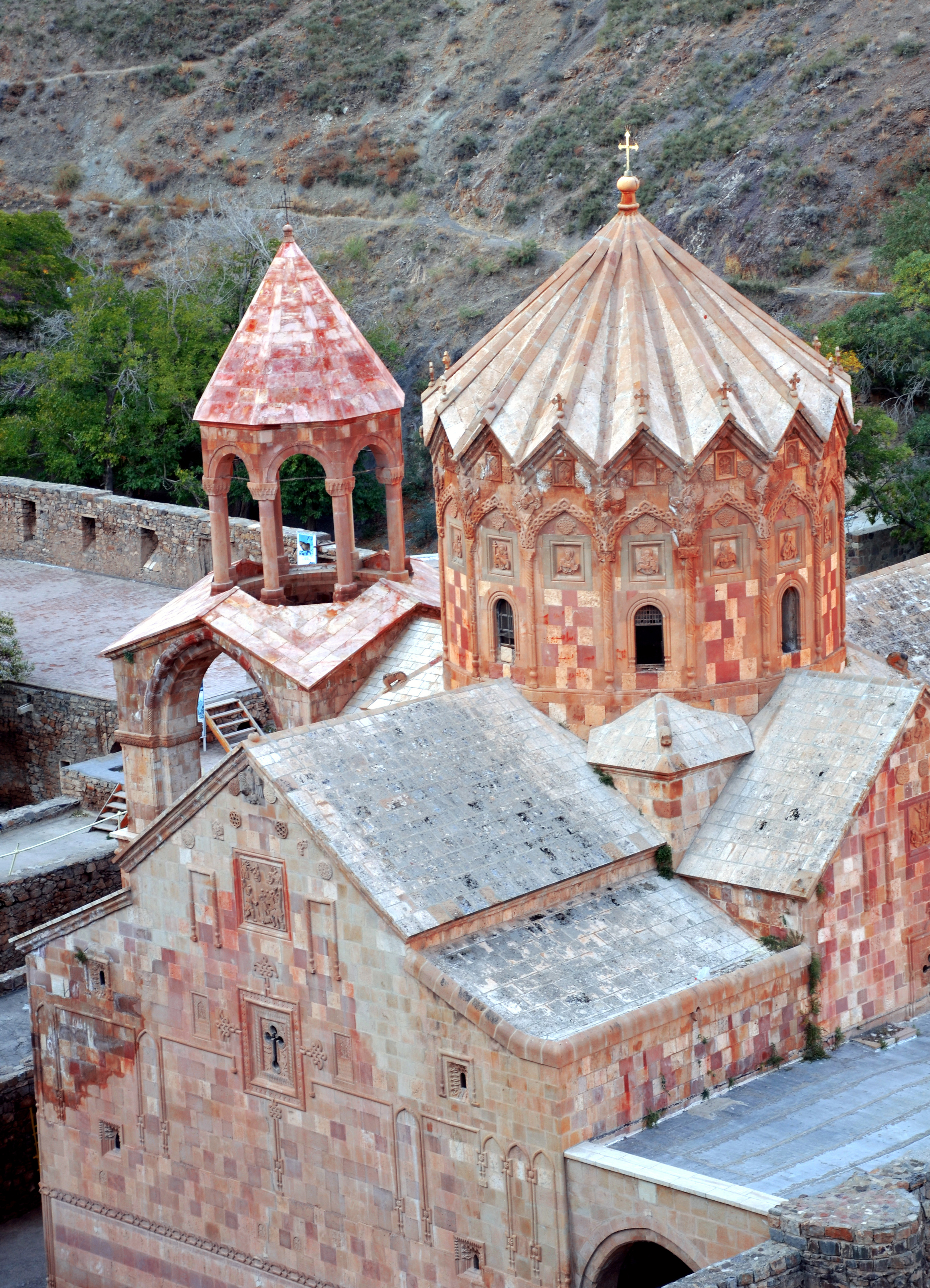
کلیسای استپانوس مقدس، شهرستان جلفا

در آذربایجان، بیشتر آذری‌ها پیرو اسلام شیعه و اقلیتی سنی هستند. بیشتر کردهای آذربایجان نیز مسلمان سنی و پیرو فقه شافعی هستند.
پس از عهدنامه‌های گلستان و ترکمانچای، حاکمان روس، کوچ مسلمانان شمال ارس به جنوب و مهاجرت مسیحیان جنوب ارس –که عموماً ارمنیان بودند– به شمال را تشویق می‌کردند. این سیاست چنان با جدیت از سوی روسیه اجرا می‌شد که سرانجام اعتراض دولت قاجار را به دنبال داشت و کار به جایی رسید که دولت روسیه طی یک قرارداد وعده داد که این سیاست را کنار بگذارد؛ اما در عمل چنین نشد، شمار ارامنه در آذربایجان بسیار کاهش یافت و امروزه صرفاً اقلیت کوچکی از آن‌ها در تبریز و ارومیه سکونت دارند.
به تخمین جرج کرزن، جمعیت نسطوری‌ها (آشوری‌ها) در آذربایجان در سال ۱۸۹۲ بالغ بر ۴۴ هزار نفر در قالب ۵٬۵۰۰ خانوار بوده که به ترتیب در مناطق ارومیه (۳٬۶۰۰ خانوار)، سلماس (۷۰۰ خانوار)، ترگور (۵۰۰ خانوار)، سولدوز (۴۰۰ خانوار)، براندوز (۱۰۰ خانوار)، سومای و چرا (۱۰۰ خانوار) و مرگور (۱۰۰ خانوار) ساکن بوده‌اند.
جرج کرزن، مجموع ارمنی‌های آذربایجان در سال ۱۸۹۲ را نیز بالغ بر ۲۸٬۸۹۰ نفر در قالب ۴٬۸۱۵ خانوار دانسته که به ترتیب در مناطق سلماس (۱٬۲۰۰ خانوار)، قره‌داغ (۱٬۰۰۰ خانوار)، تبریز (۷۴۰ خانوار)، ارومیه (۴۰۰ خانوار)، خوی (۴۰۰ خانوار)، ماکو (۳۰۰ خانوار)، باراندوز (۱۸۰ خانوار)، مراغه (۱۲۰ خانوار)، سلدوز (۱۰۰ خانوار)، سومای و چرا (۱۰۰ خانوار)، قطور (۱۰۰ خانوار)، میاندوآب (۸۰ خانوار)، ساوجبلاغ (۶۰ خانوار) و اردبیل (۳۵ خانوار) ساکن بوده‌اند.

### نژاد

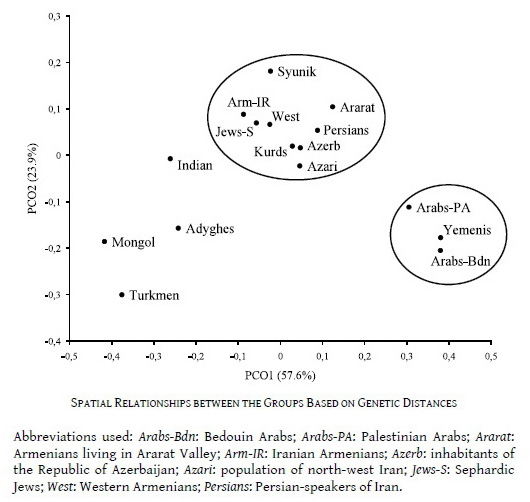
برخی مطالعات ژنتیکی نشان می‌دهند که ژنتیک مردم آذری و کرد در ایران با فارسی‌زبانان ایران ارتباط بسیار نزدیکی دارد و تفاوت زیادی از یک‌سو با مردمان مغول و ترکمن، و از سوی دیگر با مردمان عرب دارند.

آذربایجانی‌ها بسیار به سایر ایرانیان قرابت دارند و گرچه زبانشان ترکی است، ولی دی‌ان‌ای ساکنان بومی منطقه تفاوت چندانی با با دیگر نقاط ایران ندارند. بر مبنای یک مقاله منتشر شده در سال ۲۰۱۳، که مقایسه‌ای است در مورد ساختار ژنتیکی ۳۵۲ ایرانی، با وجود اینکه تنوع ژنتیکی کل ایرانیان بسیار بالا است، اما آذری‌های ایرانی نسبتاً قرابت ژنتیکی نزدیکتری با مردم گرجستان در مقایسه با قشقایی‌های ترک‌زبان و ایرانیان دارند. این مقاله اشاره می‌کند که بر خلاف آنچه که تصور می‌شود، آذری‌های ساکن جمهوری آذربایجان، گروه کاملاً مجزایی با آذری‌های ایران تشکیل می‌دهند، و بین ایرانیان و اهالی ترکیه قرار می‌گیرند.
مردم آذری احتمالاً از قبایل باستان ایرانی، مانند مادها هستند.
برای بررسی تنوع ملکولی mtDNA در جمعیت آذری‌های ایران، ۱۳۳ نمونه فرد آذری که در نقاط مختلف منطقه آذربایجان (ایران) ساکن بودند انتخاب گردیدند. خون این افراد برای تخلیص mtDNA جمع‌آوری گردید و mtDNA تخلیص شده با استفاده از روش PCR-RFLP مورد مطالعه قرار گرفت. ۱۴ هاپلوگروپ مورد شناسایی قرار گرفت که ۸۲٪ آنها از هاپلوگروپ‌های اختصاصی اروپایی بودند. هاپلوگروپ H شایع‌ترین هاپلوگروپ بود و ۷۹ هاپلوتیپ نیز مشخص شدند. در این مطالعه جمعیت آذری‌های ایران یک جمعیت نامتجانس مشاهده گردیدند که تمامی هاپلوگروپ‌های آسیایی، اروپایی و آفریقائی در آنها مشاهده گردید. مقایسه هاپلوگروپ‌های مطالعه حاضر با جمعیت‌های دیگر نشان دهنده تشابه بسیار جمعیت آذری ایران با سایر جمعیت‌های ایرانی بود
تحقیقات ژنتیکی نشان می‌دهند که عموم اقوام و گروه‌های جمعیتی ایرانی که در ایران امروزی (و حتی فراتر از مرزهای سیاسی فعلی ایران) ساکن هستند، علیرغم اینکه دارای تفاوتهای جزئی فرهنگی هستند و حتی گاه به زبانهای مختلف هم تکلم می‌کنند، دارای ریشه ژنتیکی مشترکی هستند و این ریشه مشترک به جمعیتی اولیه که در حدود ده تا یازده هزار سال پیش در قسمتهای جنوب غربی فلات ایران ساکن بوده بر می‌گردد.
ارتباط ژنتیکی قوی بین کردها و آذری‌های ایران وجود دارد، آزمایش‌های ژنتیکی صورت گرفته تفاوت معنی داری بین این جمعیت‌ها و سایر اقوام عمده ایران نشان نداد. با توجه به نتایج فعلی، به نظر می‌رسد کردهای امروزی و آذری‌های ایران متعلق به یک ریشه ژنتیکی مشترک هستند.

### موسیقی
موسیقی آذربایجانی

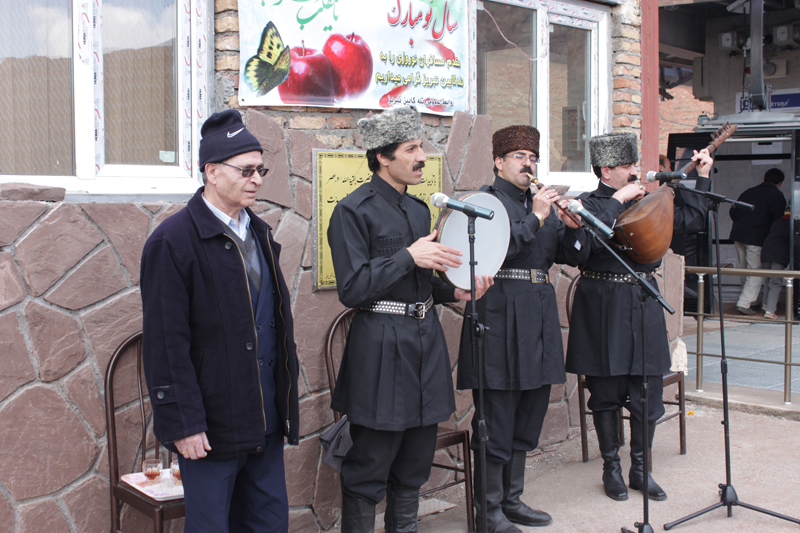
عاشیق‌ها در حال اجرای موسیقی آذربایجانی در تبریز

موسیقی آذربایجانی یک مجموعه کامل موسیقایی است که نقاط اشتراک زیادی با موسیقی فارسی، عربی و موسیقی ترکیه به ویژه موسیقی فولکلور ترکیه دارد. این موسیقی اغلب با آوازهای رزمی، بزمی و عاشقانه همراهی می‌شود. دو بخش اصلی موسیقی آذربایجانی شامل موسیقی کلاسیک یا مُقام و فولکلور یا عاشیقی است. موسیقی مقام اغلب با سازهای تار آذربایجانی، کمانچه آذربایجانی، قره نی و سایر سازهای آذربایجانی اجرا می‌شود.
کتابت و فرموله نمودن موسیقی مقام در بعد از جنگ جهانی دوم در اتحاد جماهیر شوروی انجام شده است. از موسیقی دانان مشهور آذربایجانی می‌توان به عزیر حاجی‌بیگف و علی سلیمی اشاره نمود. موسیقی عاشقی موسیقی مردمی (فولکلور) است که اغلب توسط دوره گردان روستایی در زمستان‌ها که کار کشاورز متوقف می‌شد با ساز «قوپوز» به‌همراه اشعار سروده خود عاشیق اجرا می‌شد. در سال‌های اخیر موسیقی عاشقی توسط دولت ایران تشویق شده است و عاشیق‌هایی همچون علشیق حسن اسکندری و عاشیق چنگیز مهدی پور به عنوان چهره‌هایی جهانی در زمینه موسیقی مطرح شده‌اند.
موسیقی مکریان

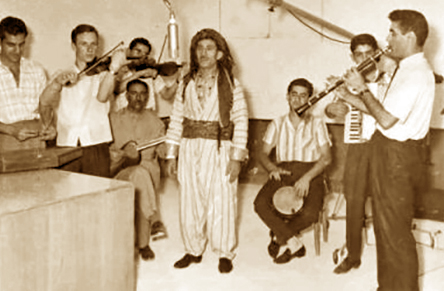
حسن زیرک (زادهٔ بوکان) در حال اجرای یکی از ترانه‌های کُردی، رادیو کُردی کرمانشاه

تنوع موسیقی کُردی به دلیل پراکندگی کُردها زیاد است. موسیقی کُردی شامل آوازها، ترانه‌ها، سازها و نغمه‌ها است. موسیقی کلاسیک یا فولکلور کُردی بیانگر اعتقادات، رفتارها، سنت‌های آن‌ها است. بیت، مقام، سوز، سیاه چمانه، هوره، حیران و چمری از شیوه‌ها و آوازه‌های کُردی به‌شمار می‌آیند.
موسیقی کُردی ناحیهٔ مکریان واقع در جنوب استان آذربایجان غربی در میان کُردها جایگاه ویژه‌ای دارد. با ظهور حسن زیرک، خزانه‌ای از بهترین و دلرباترین ملودهای کُردی خلق شد. موسیقی کُردی در همه ابعاد با حسن زیرک به اوج رسید و ردپای آثار او را در بسیاری از ترانه‌های کُردی می‌توان یافت.

### ادبیات

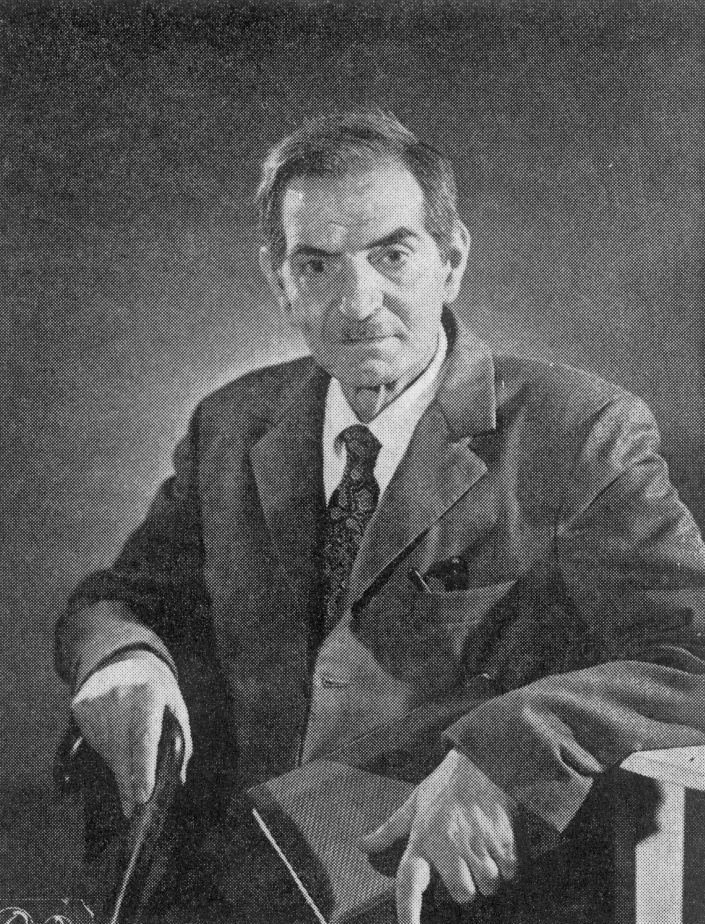
سید محمدحسین بهجت تبریزی متخلص به شهریار

آذربایجان زادگاه بسیاری از شاعران و ادیبان ایرانی است که برخی از مشهورترین آنان عبارتند از عمادالدین نسیمی، محمدحسین شهریار، غلامحسین ساعدی و صمد بهرنگی. آثار بسیاری از این ادیبان به زبان‌های ترکی آذربایجانی، فارسی، و عربی است. همچنین برخی از شاعران و ادیبان ایرانی مانند صائب تبریزی دارای اصالتی آذربایجانی‌اند یا همانند مولانا بخشی از زندگی خود را در این سرزمین گذرانده‌اند و برخی از آثار خود را در این سرزمین ایجاد نموده‌اند. همچنین از سرزمین آذربایجان در برخی متون ادبیات کهن فارسی به عنوان یکی از بخش‌های اصلی ایران، به نیکی یاد شده است.
- از ویس و رامین فخرالدین اسعد گرگانی:

| گزیده هرچه در ایران بزرگان |  | زآذربایگان و ری و گرگان |

- نظامی گنجوی:

| از آنجا به تدبیر آزادگان |  | بیامد سوی آذرآبادگان |

- شاهنامهٔ فردوسی:

| به یک ماه در آذرآبادگان |  | ببودند شاهان و آزادگان |
| همه ویژه گردان آزادگان  |  | بیامد سوی آذرآبادگان   |

## رسانه‌ها

### صداوسیما
صدا و سیمای مرکز آذربایجان شرقی
1. رادیو تبریز (از ۱۳۲۵ خورشیدی – به فارسی و ترکی آذربایجانی)
2. شبکه سهند (از ۱۳۵۰ خورشیدی؛ شبکهٔ استانی از ۱۳۷۹ خورشیدی – به فارسی و ترکی آذربایجانی)
3. رادیو آذری (از ۱۳۶۲ خورشیدی – به ترکی آذربایجانی)
4. رادیو مراغه (از ۱۳۷۵ خورشیدی – به فارسی و ترکی آذربایجانی)

صدا و سیمای مرکز آذربایجان غربی
1. رادیو ارومیه (از ۱۳۳۰ خورشیدی – به فارسی، ترکی آذربایجانی و کردی)
2. شبکه آذربایجان (از ۱۳۴۷ خورشیدی؛ شبکهٔ استانی از ۱۳۷۷ خورشیدی – به فارسی، ترکی آذربایجانی و کردی)

صدا و سیمای مرکز اردبیل
1. رادیو اردبیل (از ۱۳۵۲ خورشیدی – به فارسی و ترکی آذربایجانی)
2. شبکه سبلان (از ۱۳۶۱ خورشیدی؛ شبکهٔ استانی از ۱۳۷۹ خورشیدی – به فارسی و ترکی آذربایجانی)
3. رادیو آران (از ۱۳۹۰ خورشیدی – به ترکی آذربایجانی)

صدا و سیمای مرکز زنجان
1. رادیو زنجان (از ۱۳۵۲ خورشیدی – به فارسی و ترکی آذربایجانی)
2. شبکه اشراق (از ۱۳۷۲ خورشیدی؛ شبکهٔ استانی از ۱۳۸۳ خورشیدی – به فارسی و ترکی آذربایجانی)

صدا و سیمای مرکز مهاباد
1. رادیو مهاباد (از ۱۳۲۵ خورشیدی – به فارسی و کردی)
2. شبکه مهاباد (از ۱۳۵۳ خورشیدی؛ شبکه از ۱۳۹۱ خورشیدی – به فارسی و کردی)[۱۵۷]

### روزنامه‌ها[۱۵۸]
تبریز

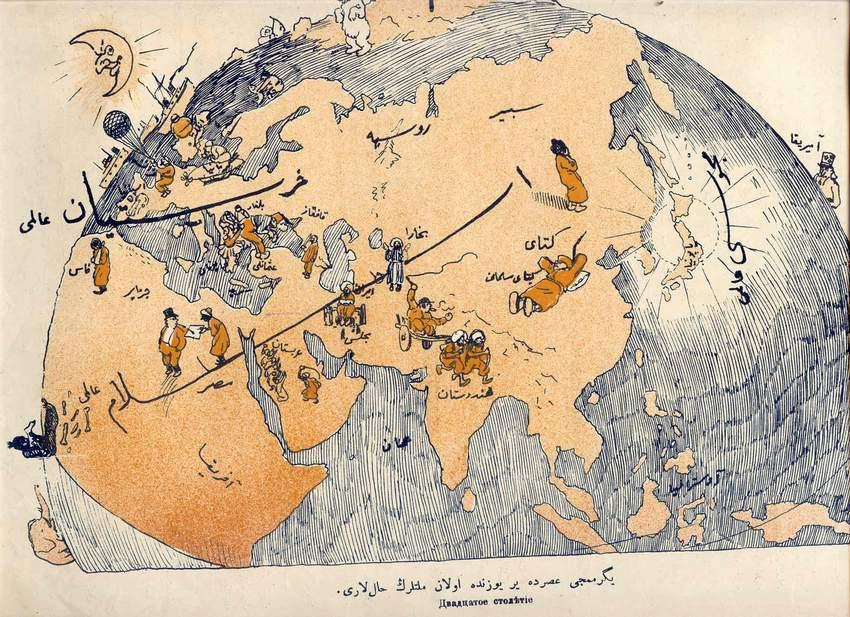
کارتونی از نشریهٔ ملانصرالدین چاپ تفلیس، تبریز و باکو، در احوال ملت‌ها در سدهٔ بیستم

1. مهد آزادی (از ۱۳۲۹ – به فارسی و ترکی آذربایجانی)
2. فجر آذربایجان (از ۱۳۶۹ – به فارسی و ترکی آذربایجانی)
3. ارک (از ۱۳۷۰ – به فارسی و ترکی آذربایجانی)
4. آذربایجان (از ۱۳۷۲ – به فارسی و ترکی آذربایجانی)
5. امین (از ۱۳۷۶ – به فارسی)
6. صائب تبریز (از ۱۳۷۷ – به فارسی و ترکی آذربایجانی)
7. پیام آذربایجان (از ۱۳۸۲ – به فارسی و ترکی آذربایجانی)
8. ساقی آذربایجان (از ۱۳۸۲ – به فارسی و ترکی آذربایجانی)
9. سرخاب (از ۱۳۸۲ – به فارسی و ترکی آذربایجانی)
10. خوش‌خبر (از ۱۳۸۳ – به فارسی و ترکی آذربایجانی)
11. طرح نو (از ۱۳۸۵ – به فارسی و ترکی آذربایجانی)
12. نگین آذربایجان (از ۱۳۸۷ – به فارسی)
13. مهد تمدن (از ۱۳۹۲ – به فارسی، ترکی آذربایجانی و ترکی استانبولی)
14. عجب‌شیر (از ۱۳۹۳ – به فارسی)

ارومیه

شمارهٔ ۳ خرداد ۱۳۲۵ روزنامهٔ آذربایجان (ارگان فرقه دموکرات آذربایجان) چاپ تبریز

1. آبشار (از ۱۳۸۰ – به فارسی و ترکی آذربایجانی)
2. آراز آذربایجان (از ۱۳۸۵ – به فارسی، ترکی آذربایجانی و کردی)

اردبیل
1. ساوالان (از ۱۳۸۵ – به فارسی، انگلیسی، عربی و ترکی آذربایجانی)
2. برای اردبیل (از ۱۳۹۹ – به فارسی و ترکی آذربایجانی)

زنجان
1. مردم نو (از ۱۳۷۸ – به فارسی و ترکی آذربایجانی)
2. صدای زنجان (از ۱۳۸۰ – به فارسی)
3. زنگان امروز (از ۱۳۹۶ – به فارسی)

مراغه
1. رصد (از ۱۳۷۰ – به فارسی و ترکی آذربایجانی)

ابهر
1. ندای ابهر (از ۱۳۸۰ – به فارسی)
2. نسیم ابهررود (از ۱۳۹۱ – به فارسی و ترکی آذربایجانی)

## ترابری

### هوایی

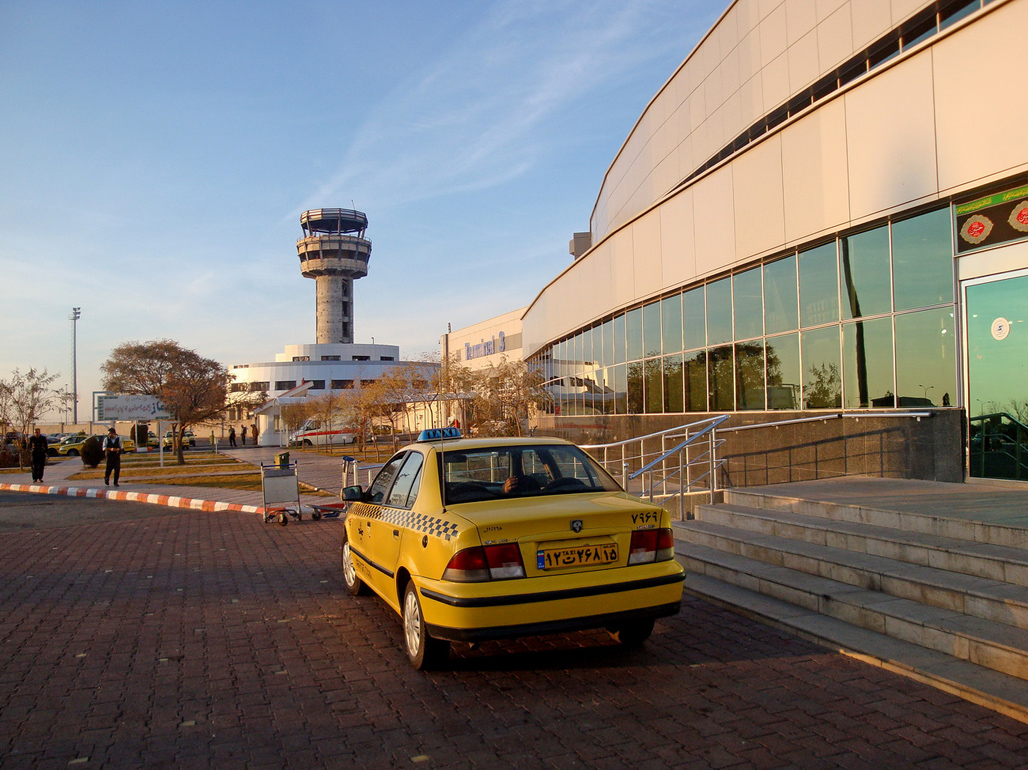
فرودگاه بین‌المللی شهید مدنی تبریز

هواپیمایی آتا

شرکت هواپیمایی آتا معروف‌ترین شرکت هواپیمایی آذربایجان می‌باشد که دفتر مرکزی آن در تبریز است. قطب این شرکت هواپیمایی فرودگاه بین‌المللی شهید مدنی تبریز می‌باشد. این شرکت هواپیمایی به اروپا، خاورمیانه و آسیای مرکزی خدمت‌رسانی مییکند.
| ردیف | فرودگاه                             | شهر      | استان          |
| ---- | ----------------------------------- | -------- | -------------- |
| ۱    | فرودگاه بین‌المللی شهید مدنی تبریز   | تبریز    | آذربایجان شرقی |
| ۲    | فرودگاه بین‌المللی شهید باکری ارومیه | ارومیه   | آذربایجان غربی |
| ۳    | فرودگاه اردبیل                      | اردبیل   | اردبیل         |
| ۴    | فرودگاه زنجان                       | زنجان    | زنجان          |
| ۵    | فرودگاه خوی                         | خوی      | آذربایجان غربی |
| ۶    | فرودگاه سهند                        | مراغه    | آذربایجان شرقی |
| ۷    | فرودگاه پارس‌آباد مغان               | پارس‌آباد | اردبیل         |
| ۸    | فرودگاه پیرانشهر                    | پیرانشهر | آذربایجان غربی |
| ۹    | فرودگاه ماکو                        | ماکو     | آذربایجان غربی |

### زمینی
شبکه‌های وسیعی از جاده‌ها در آذربایجان مثل نقاط دیگر جهان وجود دارد که شهرها را به یکدیگر وصل می‌کنند. تنها آزادراه واقع در آذربایجان آزادراه ۲ است که تبریز را به تهران پایتخت ایران وصل می‌کند. آذربایجان ازطریق جاده ۱۶ و جاده ۳۲ با ترکیه، از طریق جاده ۳۳ با جمهوری آذربایجان، از طریق جاده ۱۲ با ارمنستان، از طریق جاده ۱۱ با جمهوری خودمختار نخجوان و از طریق جاده ۲۶ به عراق متصل می‌شود.
| نشان | شماره جاده | مسافت (کیلومتر) | شهر مبدأ | شهر مقصد  | شهرهای مهم                                                       | موقعیت | نگاره |
| ---- | ---------- | --------------- | -------- | --------- | ---------------------------------------------------------------- | ------ | ----- |
|      | آزادراه ۲  | ۶۰۰             | تهران    | تبریز     | کرج، قزوین، زنجان                                                |        |       |
|      | جاده ۱۱    | ۳۲۵             | جلفا     | بانه      | خوی، سلماس، ارومیه، مهاباد، سردشت                                |        |       |
|      | جاده ۱۲    | ۵۷۲             | بازرگان  | بیله سوار | پلدشت، جلفا، پارس‌آباد                                            |        |       |
|      | جاده ۱۴    | ۴۶۰             | رضی      | سلماس     | مشگین‌شهر، اهر، تبریز، شبستر                                      |        |       |
|      | جاده ۱۶    | ۴۲۸             | آستارا   | سرو       | اردبیل، سراب، تبریز، ارومیه                                      |        |       |
|      | جاده ۲۱    | ۹۷۸             | ایلام    | جلفا      | مرند، تبریز، بناب، میاندوآب، بوکان، سقز، سنندج، کرمانشاه، سرابله |        |       |
|      | جاده ۲۲    | ۱٬۳۲۷           | سرخس     | خلخال     | مشهد، بجنورد، گرگان، ساری، چالوس، رشت                            |        |       |
|      | جاده ۲۳    | ۳۹۰             | همدان    | میاندوآب  | تکاب، میاندوآب                                                   |        |       |
|      | جاده ۲۴    | ۱۴۲             | هشترود   | بناب      | هشترود، مراغه، بناب                                              |        |       |
|      | جاده ۲۶    | ۱۵۱             | میاندوآب | پیرانشهر  | مهاباد، پیرانشهر                                                 |        |       |
|      | جاده ۲۷    | ۲۴۵             | خمارلو   | تبریز     | کلیبر، اهر                                                       |        |       |
|      | جاده ۳۱    | ۵۳۹             | پارس‌آباد | منجیل     | خلخال                                                            |        |       |
|      | جاده ۳۲    | ۸۸۰             | تهران    | بازرگان   | کرج، قزوین، تاکستان، استان زنجان، تبریز، مرند، شهرستان ماکو      |        |       |
|      | جاده ۳۳    | ۱۵۵             | اردبیل   | بیله سوار | رضی، گرمی                                                        |        |       |

### ریلی

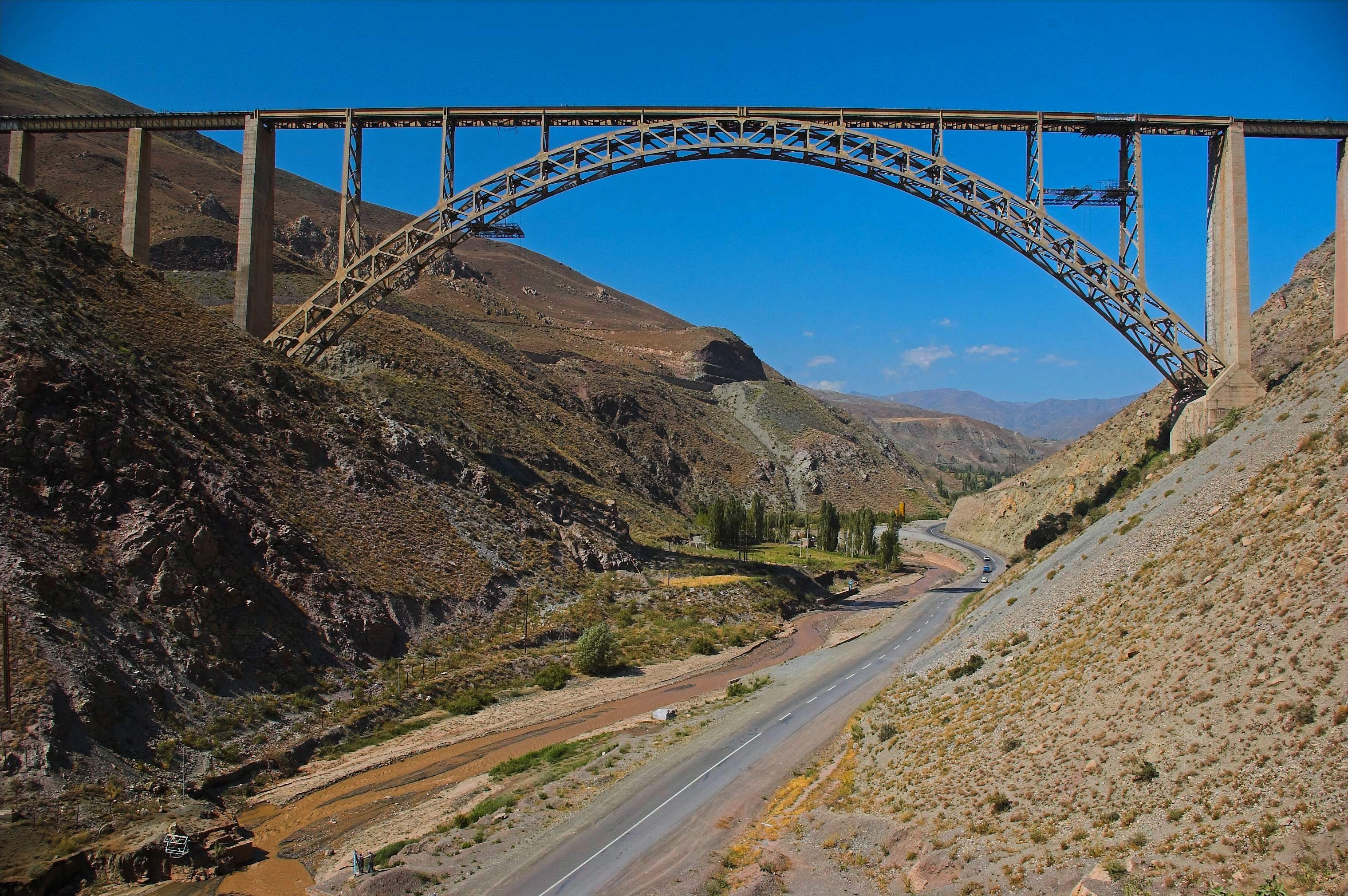
پل قطور، در مسیر ریلی سلماس – رازی و در نزدیکی قطور خوی

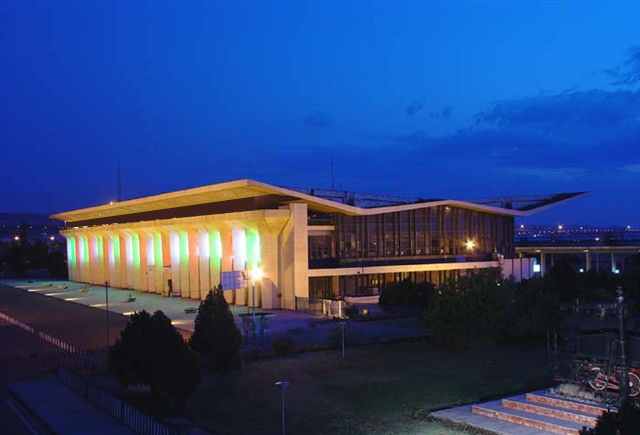
ایستگاه راه‌آهن تبریز، مرکز ادارهٔ کل راه‌آهن آذربایجان

آذربایجان در منطقه‌ای قرار دارد که ایران را به قفقاز و آناتولی و سپس به اروپا متصل می‌کند. از این رو اولین خط راه‌آهن آذربایجان در سال ۱۲۹۵ در محور تبریز-جلفا تأسیس شد که آذربایجان را به قفقاز متصل می‌کرد. بعدها در سال ۱۳۳۷ این خط راه‌آهن گسترش یافت و در محور تهران-تبریز-جلفا مشغول به کار کرد.
اکنون آذربایجان شامل دو ادارهٔ کل راه‌آهن است:
مسیرهای ریلی ادارهٔ کل راه‌آهن آذربایجان
1. تبریز – مرند – جلفا
2. تبریز – آذرشهر – عجب‌شیر – بناب – مراغه – هشترود – میانه
3. تبریز – بستان‌آباد – میانه
4. ارومیه – نقده – مهاباد – میاندوآب – ملکان – مراغه
5. اردبیل – میانه
6. صوفیان – شبستر – سلماس – رازی (خوی)

مسیرهای ریلی ادارهٔ کل راه‌آهن شمالغرب
1. تاکستان – خرمدره – سلطانیه – زنجان – میانه

مسیرهای ریلی در دست مطالعه (ادارهٔ کل راه‌آهن آذربایجان)
1. اردبیل – سرعین – سراب – بستان‌آباد
2. اردبیل – پارس‌آباد
3. پارس‌آباد – اصلاندوز – خداآفرین – جلفا

### دریایی
هرچند ایالت آذربایجان در دورهٔ قاجاریان و استان آذربایجان (و سپس آذربایجان شرقی) تا سال ۱۳۳۹ از طریق آستارا به دریای خزر دسترسی داشت. ولی پس از الحاق شهرستان آستارا به استان گیلان، منطقهٔ آذربایجان هیچ دسترسی به آب‌های بین‌المللی ندارد. به همین دلیل، حمل و نقل دریایی در این منطقه امکان‌پذیر نیست. اما کشتیرانی در دریاچه ارومیه که قبلاً پرآب بود، بین بنادر مختلف این دریاچه، از جمله بین شرفخانه (نزدیک‌ترین بندر به تبریز) و رحمانلو (نزدیک‌ترین بندر به مراغه) در آذربایجان شرقی با گلمانخانه (نزدیک‌ترین بندر به ارومیه) در آذربایجان غربی صورت می‌پذیرفت.

## اقتصاد

### صنایع سنگین

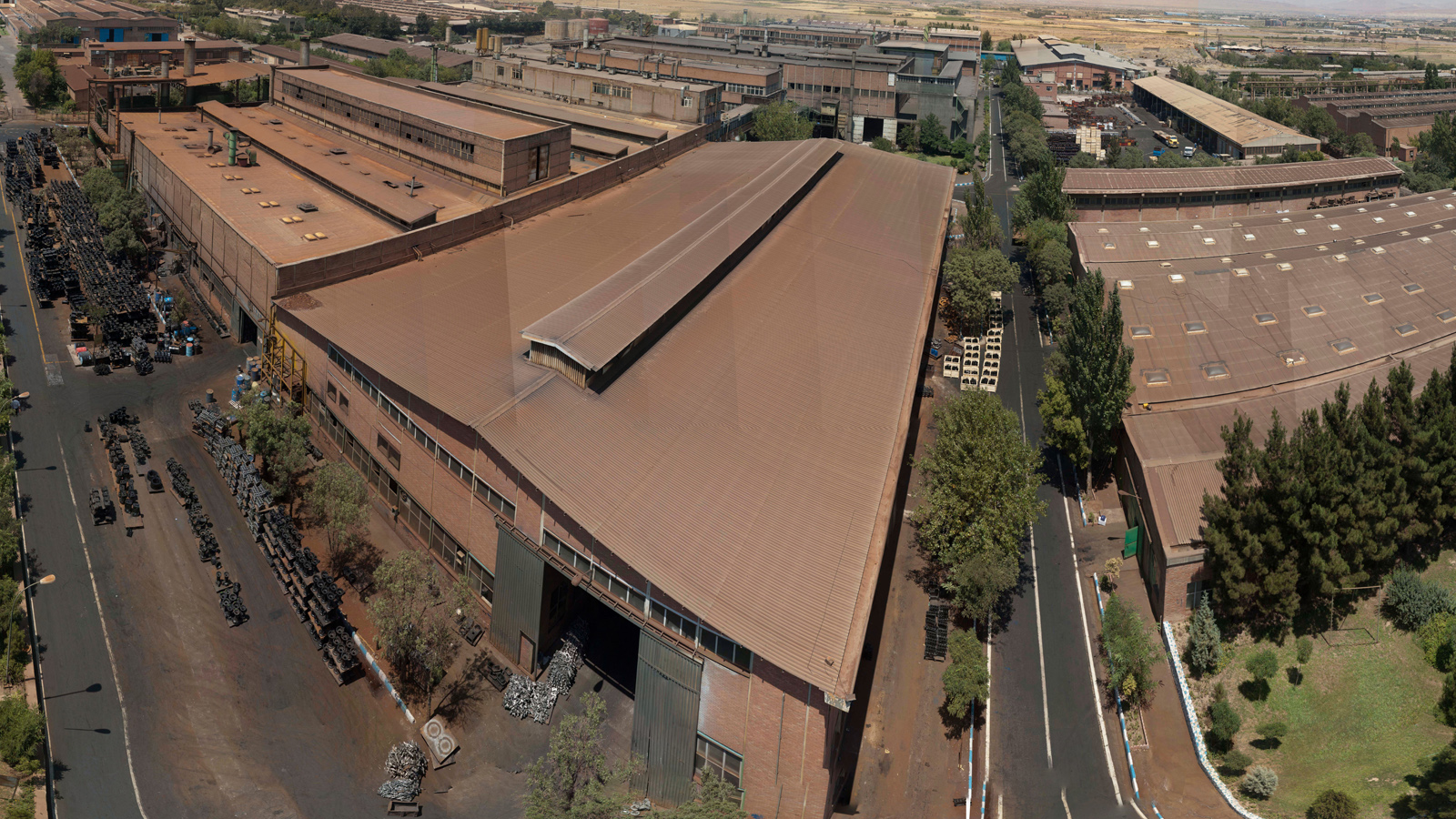
شرکت ریخته‌گری تراکتورسازی ایران

آذربایجان یکی از قطب‌ها صنعتی ایران محسوب می‌شود. عمده صنایع در آذربایجان در اطراف شهرهای بزرگ واقع شده‌اند که شامل اند بر ماشین‌سازی، خودرو، سیمان، نفت و پتروشیمی، صنایع دارویی و شیمیایی، و صنایع غذایی. چند نمونه از بزرگ‌ترین صنایع در این منطقه شامل است بر: تراکتورسازی تبریز، ماشین‌سازی تبریز، پالایشگاه تبریز، پتروشیمی تبریز، مجتمع صنعتی آرتاویل تایر اردبیل.

### کشاورزی
نظر به پر بارش بودن بسیاری از نواحی آذربایجان در مقایسه با بسیاری از نقاط فلات ایران، کشاورزی در این منطقه رونق بیشتری دارد. محصولات کشاورزی شامل غلات گندم و نیز محصولات باغی‌اند.

### دامداری و دام‌پروری

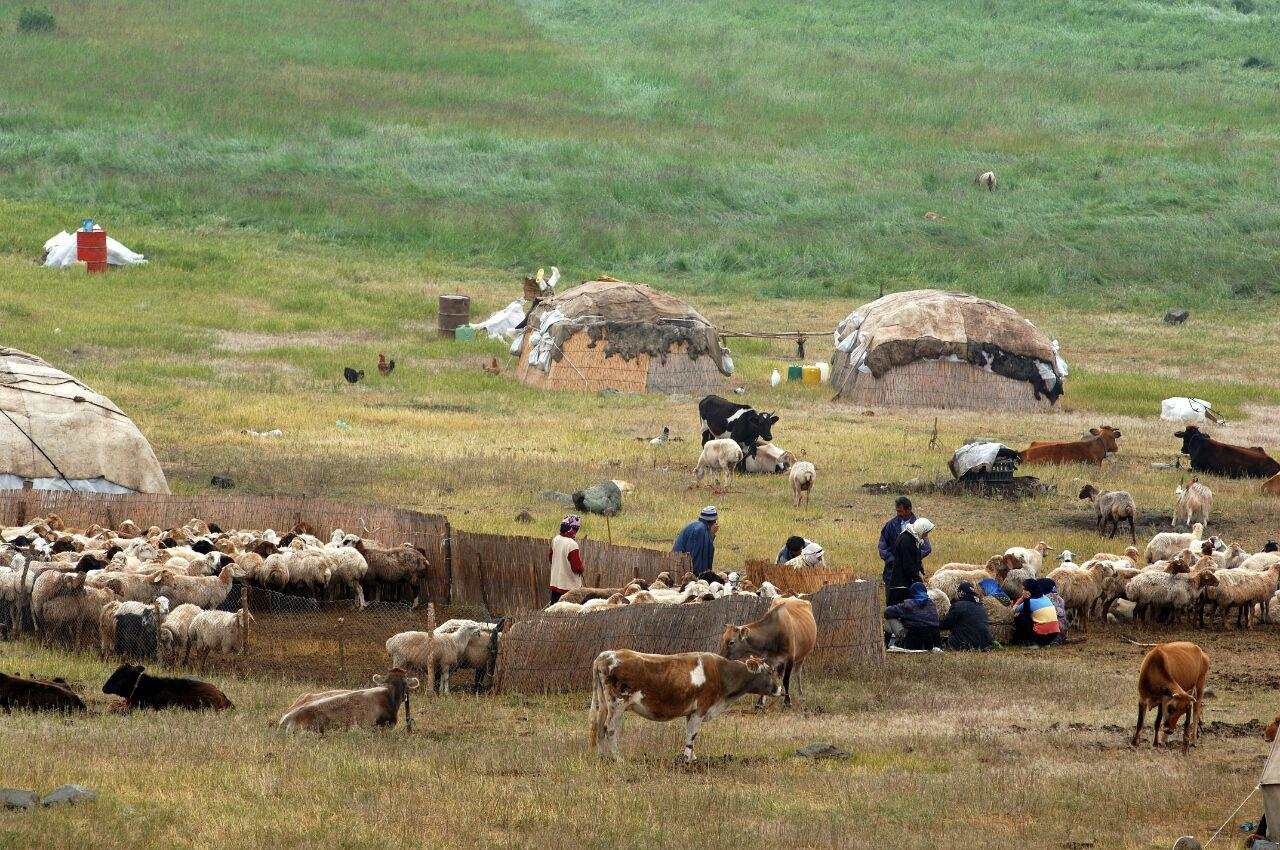
عشایر آذربایجان

دامداری و دام‌پروری در کنار کشاورزی شغل غالب روستاییان آذربایجان است. حوزه شمال غربی ایران شامل سرزمین آذربایجان شرقی و غربی، اردبیل و بخشی از گیلان است که به دلیل کوهستانی بودن منطقه از تنوع آب و هوایی برخوردار است. جنگل‌های تنک، مرغزارهای سرسبز و مراتع پهناور از ویژگی‌های این ناحیه است که سبب زندگی عشایر در این منطقه شده است.

### صنایع دستی
بسیاری از مردمان آذربایجان از طریق صنایع دستی امرار معاش می‌کنند. مهم‌ترین صنعت دستی در آذربایجان فرشبافی می‌باشد و برخی از فرش‌های بافته شده در این منطقه دارای شهرت جهانی است. ازجملهٔ آن‌ها فرش‌های اردبیل، تبریز و هریس دارای شهرت جهانی هستند. نقره‌کاری و قلم‌زنی از دیگر صنایع دستیِ مرسوم در این منطقه است.
شهر اسکو در شهرستان اسکو استان آذربایجان شرقی مرکز اصلی تجمع کارگاه‌های چاپ باتیک یا چاپ کَلاقه‌ای و قطب اصلی این هنر-صنعت در کشور محسوب می‌شود. شهر اسکو به شهر ملی چاپ باتیک در ایران شناخته می‌شود.

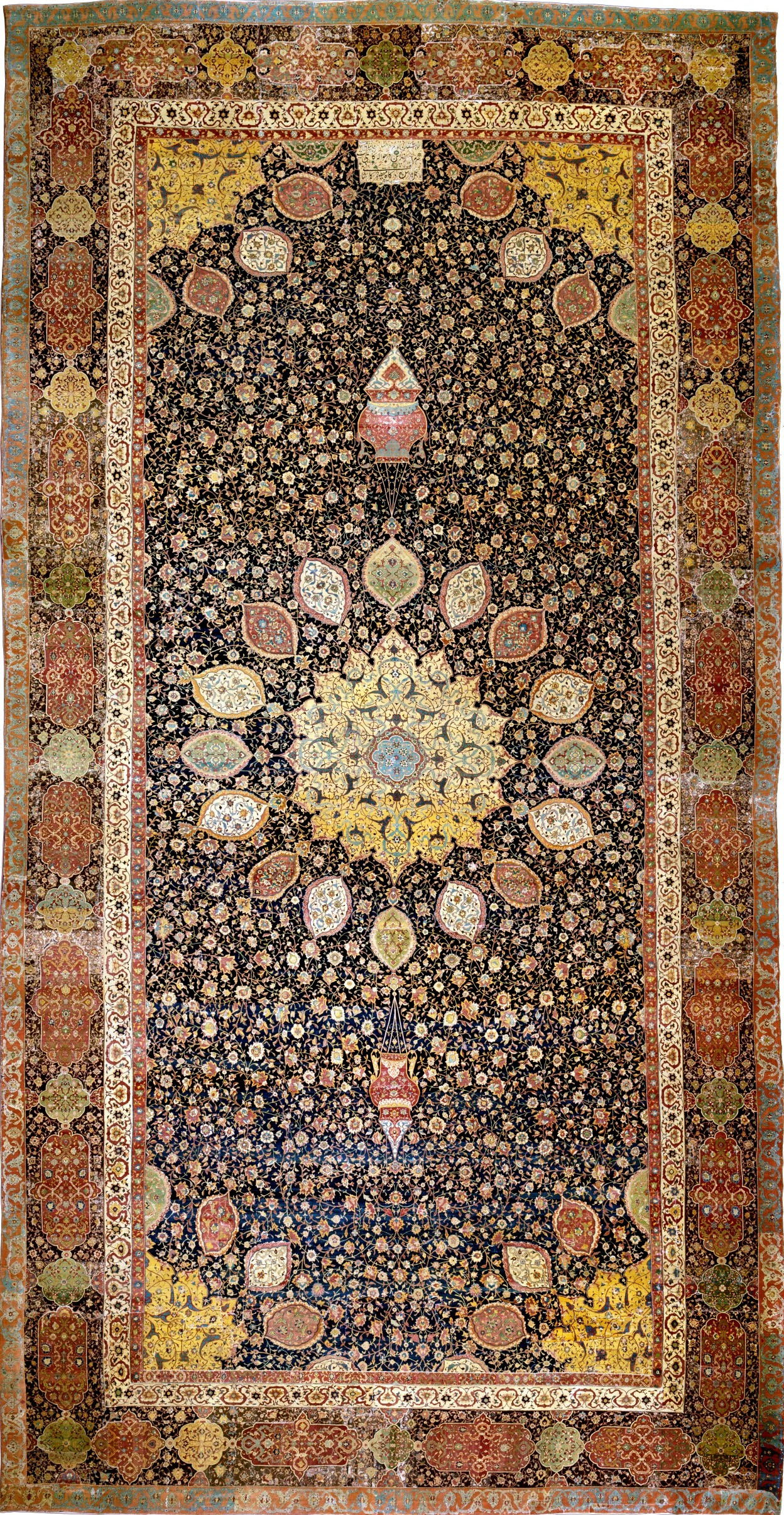
فرش اردبیل
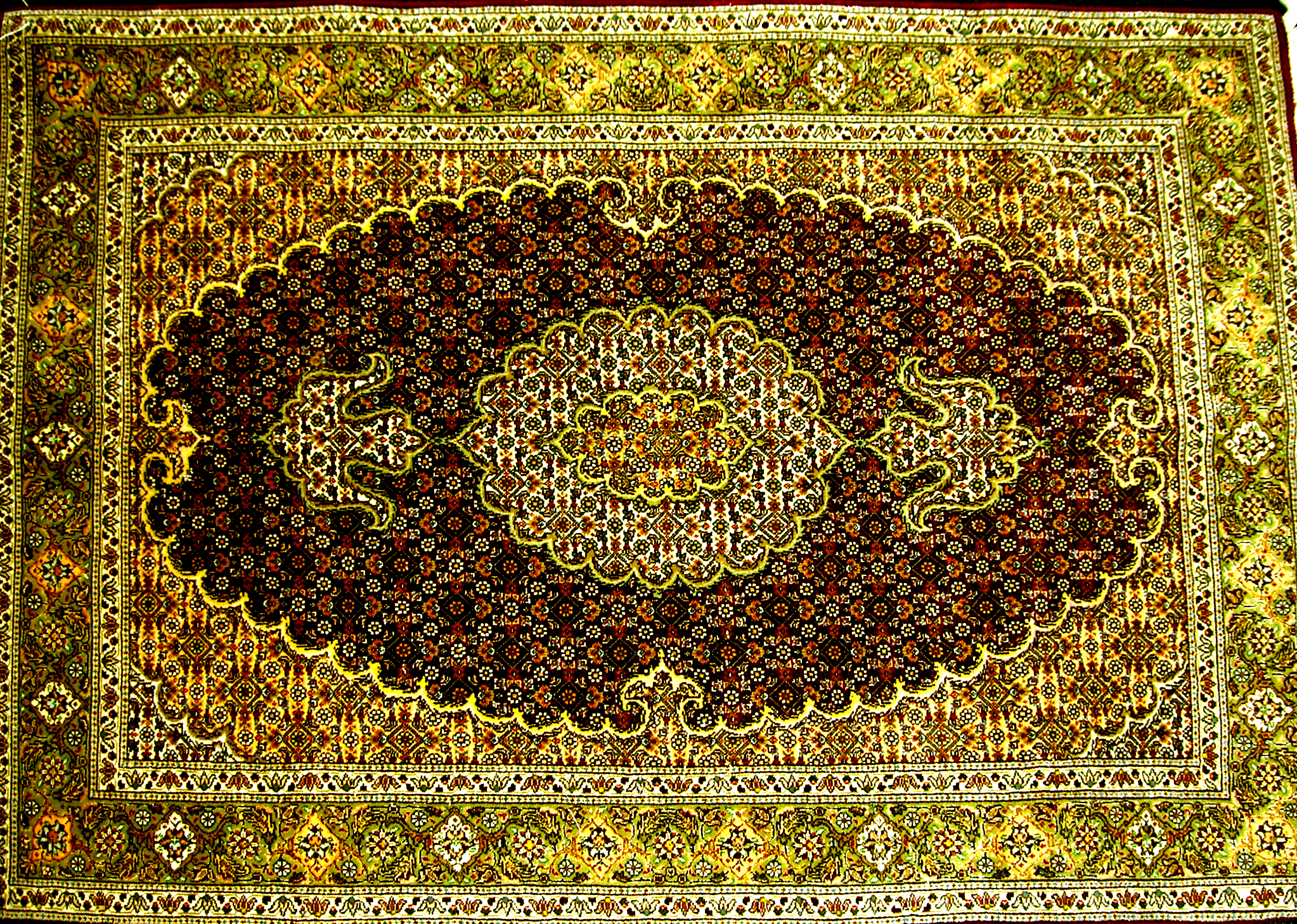
فرش تبریز
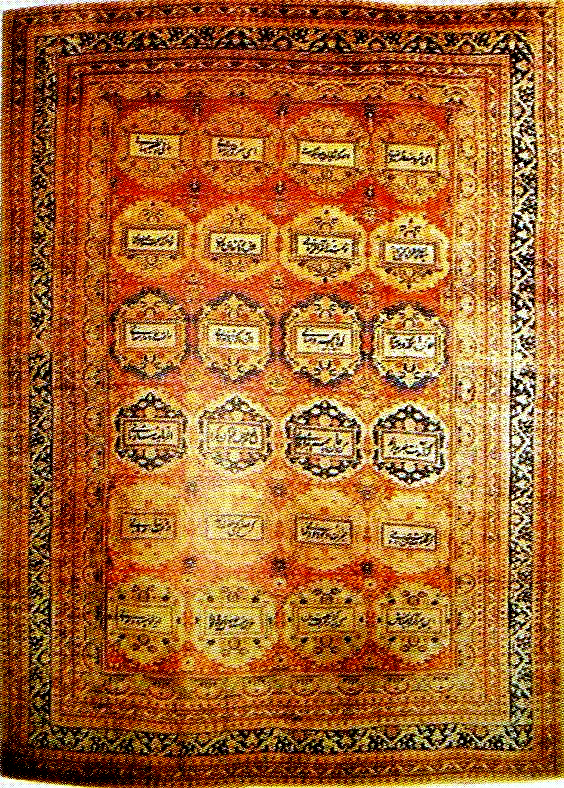
فرش هریس
گلیم شاهسون

### نمایشگاه‌های تجاری
همه ساله نمایشگاه‌های تجاری متعددی در منطقهٔ آذربایجان برگزار می‌شوند که بزرگ‌ترین آن‌ها نمایشگاه بین‌المللی ایران است که هر سال در اواخر مردادماه در محل دائمی نمایشگاه‌های بین‌المللی آذربایجان در شهر تبریز برگزار می‌شود.

## آموزش عالی
تاریخچهٔ نخستین مؤسسات آموزش عالی در آذربایجان را شاید بتوان به شروع کار ربع رشیدی تبریز در اواخر سدهٔ سیزدهم میلادی نسبت داد.
در دوران معاصر، روند تحصیلات عالی در اواخر سدهٔ نوزدهم میلادی با مؤسسهٔ جوزف کاکرن برای آموزش پزشکی در محل فعلی دانشگاه ارومیه شروع شد که با مرگ دکتر کاکرن، این مؤسسه نیز تعطیل گردید.
یک سال پس از جنگ جهانی دوم و در دوران حکمرانی حکومت خودمختار آذربایجان، آموزش عالی مدرن با شروع به کار دانشگاه تبریز (که در آن زمان آذربایجان اونیورسیته‌سی نامیده شد) جان تازه‌ای گرفت.
فهرست ۱۵ دانشگاه دولتی واقع در «منطقهٔ ۳ آموزش عالی» ایران؛ شامل استان‌های آذربایجان شرقی، آذربایجان غربی، اردبیل و زنجان:
تبریز
1. دانشگاه تبریز
2. دانشگاه هنر اسلامی تبریز
3. دانشگاه علوم پزشکی تبریز

ارومیه
1. دانشگاه ارومیه
2. دانشگاه صنعتی ارومیه
3. دانشگاه علوم پزشکی ارومیه

اردبیل
1. دانشگاه محقق اردبیلی
2. دانشگاه علوم پزشکی اردبیل

زنجان
1. دانشگاه زنجان
2. دانشگاه تحصیلات تکمیلی علوم پایه زنجان
3. دانشگاه علوم پزشکی زنجان

مراغه
1. دانشگاه مراغه

سهند
1. دانشگاه صنعتی سهند

بناب
1. دانشگاه بناب

آذرشهر
1. دانشگاه شهید مدنی آذربایجان

## تقسیمات کشوری

استان‌ها و شهرستان‌های ایران در ۱۳۳۵

پرجمعیت‌ترین شهرهای منطقه تاریخی-جغرافیایی آذربایجان شامل تبریز، ارومیه، اردبیل، مراغه و خوی می‌باشد. در برخی مراجع استان زنجان جزو آذربایجان محسوب نشده است. و در برخی منابع دیگر و به خصوص مراجع جدیدتر، استان زنجان جزء آذربایجان ذکر گردیده است.
جمعیت ایران بالغ بر ۷۵٬۱۴۹٬۶۶۹ تن (سرشماری سال ۱۳۹۰) و ۷۹٬۹۲۶٬۲۷۰ تن (سرشماری سال ۱۳۹۵) است بنابراین سه استان با جمعیت غالب آذربایجانی (به همراه اقلیت‌های کرد، ارمنی، آشوری، فارس، لر و …) در سال ۱۳۹۰، ۸٬۰۵۳٬۶۸۴ و در سال ۱۳۹۵، ۸٬۴۴۵٬۲۹۱ از جمعیت ایران را تشکیل می‌دهد. منطقه تاریخی مکریان با وسعت ۱۷٬۹۴۶ کیلومتر مربع بیشتر کردنشین است ولی به عنوان بخشی از آذربایجان در نظر گرفته شده است. علاوه بر این شهرستان خلخال و شهرستان کوثر و شهرستان نمین با مجموع مساحت ۶٬۳۲۵ کیلومتر مربع خواستار جدایی از استان اردبیل و الحاق به استان گیلان بوده‌اند. این سه شهرستان دارای اقلیت‌های تات، تالش، گیلک و کرد هستند. همچنین در سال‌های اخیر ادعاهایی مبنی بر الحاق شهرستان آستارا و گردنه حیران به استان اردبیل مطرح شده است. بر اساس آمار رسمی اعلامی برای وسعت و جمعیت ایران در سال ۱۳۹۵، این منطقه در حدود ۶ درصد مساحت و ۱۱ درصد جمعیت ایران را تشکیل می‌دهد.
| ردیف | نام استان          | مرکز   | وسعت (کیلومتر مربع)                                                     | جمعیت (۱۴۰۰)                                        | تعداد شهرستان                 | تعداد شهر                       |
| ---- | ------------------ | ------ | ----------------------------------------------------------------------- | --------------------------------------------------- | ----------------------------- | ------------------------------- |
| ۱    | آذربایجان شرقی     | تبریز  | ۴۵٬۴۶۸٫۸۶                                                               | ۴٬۰۸۲٬۰۰۰                                           | ۲۱                            | ۷۰                              |
| ۲    | آذربایجان غربی     | ارومیه | ۳۷٬۵۴۲٫۹۵                                                               | ۳٬۴۷۸٬۰۰۰                                           | ۱۹                            | ۴۸                              |
| ۳    | اردبیل             | اردبیل | ۱۷٬۸۷۵٫۵۴                                                               | ۱٬۳۱۴٬۰۰۰                                           | ۱۲                            | ۳۲                              |
| ۴    | زنجان (برخی منابع) | زنجان  | ۲۱٬۷۳۳٫۱۲                                                               | ۱٬۱۱۷٬۰۰۰                                           | ۸                             | ۲۱                              |
| کل   | آذربایجان          | -      | ۱۰۰٬۸۸۷٫۳۵ کیلومتر مربع ۱۲۲٬۶۲۰٫۴۷ کیلومتر مربع (با احتساب استان زنجان) | ۸٬۸۷۴٬۰۰۰ نفر ۹٬۹۹۱٬۰۰۰ نفر (با احتساب استان زنجان) | ۵۲ ۶۰ (با احتساب استان زنجان) | ۱۵۰ ۱۷۱ (با احتساب استان زنجان) |

### صفوی
ایران در دورهٔ صفویان به ۱۴ بیگلربیگی تقسیم شده بود. دو ایالت «آذربایجان» (شامل بیگلربیگی‌های تبریز، چخور سعد، قره‌باغ، شروان) و «خراسان» (شامل بیگلربیگی‌های هرات، مشهد، قندهار، مرو) هرکدام شامل ۴ بیگلربیگی بودند. بقیهٔ ۶ بیگلربیگی شامل «استرآباد»، «دارالمرز» (گیلان)، «کرمان»، «عراق» (ناحیه جبال در مرکز ایران)، «کردستان» و «فارس» هم به صورت مستقل اداره می‌شدند. فهرست ۴ بیگلربیگی و ۴۹ حاکم‌نشین تابع آن‌ها در ایالت آذربایجان ایران صفوی:
۱. بیگلربیگی تبریز
1. «آستارا»
2. «مراغه و ایل مقدم»
3. «الکاء ایل افشار» (ارومیه)
4. «قراچه‌داغ» (ارسباران)
5. «حورس» (چورس در چایپاره)
6. «گاورد» (گاودول: ملکان)
7. «قپانیات» (کاپان در سیونیک)
8. «ورگهان» (در اهر)
9. «گرمرود» (میانه)
10. «ایل آدربا» (ایل ترک)
11. «هشترود» و «طاب‌طاب» (ایل ترک طبطاب)
12. «مدک» (مکریان)
13. «لاهیجان» (لاجان در پیرانشهر)
14. «ایل دنبلی» (ایل ترک)
15. «اوجرود» (در تالش گشتاسبی)
16. «ابدالوا» (شعبهٔ ایل ترک شاملو)
17. «سراب»
18. «ایل شقاقی» (ایل ترک)
19. «زنوز» و «قلعه قارنیاق» (قلعهٔ قارنی‌یاریق در سلماس)
20. «مشگین» (مشگین‌شهر)
21. «الکاء انهار من مزارع مغانات» (دشت مغان)
22. «قلعه پشک» (پسوه در پیرانشهر)
23. «سلطان لک سلماسی» (ایل کرد در لکستان سلماس)
24. «قراآغاج طالش» (قره‌آغاج در جلیل‌آباد)
25. «شاهی‌سون اینالوا» (ایل ترک اینانلو)
26. «سلطانیه» و «زنجان»

۲. بیگلربیگی چخور سعد (ایروان)
1. «تومان نخجوان»
2. «ماکو»
3. «زاروزبیل» (در جنوب‌شرق دریاچه سوان)
4. «صدرک» (سدرک)
5. «قلعه بایزید» (دغوبایزید در آغری)
6. «شادیلو» (ایل کرد شادلو)
7. «دنبلی اکراد» (ایل کرد دنبلی)
8. «معاربرد» (جرابرد در ترتر)

۳. بیگلربیگی قراباغ (قره‌باغ)
1. «زگم» (در شمکر)
2. «بردع»
3. «احناباد» (در بورچالی)
4. «جوانشیر» (طایفهٔ ترک جوانشیر)
5. «برگشاط» (برگشاد در بردع)
6. «قراآغاج» (در کاختی)
7. «لوزی» (لوری) و «پنبک» (پامبک در لوری)
8. «الکای ارسبار» (عشایر ارسباران) و «ایل بایزیدلو» (ایل ترک)
9. «الکای سماوی» (در سلماس) و «ترگور» (در ارومیه) [احتمالاً جزء بیگلربیگی تبریز]

۴. بیگلربیگی شیروان (شروان)
1. «سالیان» و «قبه‌قلهان» (قوبا)
2. «ارس» (خان‌آباد در یولاخ) و «شکی»
3. «باب‌الابواب دربند»
4. «الپاوث» (در شماخی)
5. «بادکوبه» (باکو)
6. «چمشگزک» (ایل کرد) و «آغداش»

### پهلوی
- ۱۳۱۶٫۰۸٫۱۶: تقسیم ایران به ۵ استان و ایجاد استان شمال غرب در محدودهٔ منطقهٔ آذربایجان، براساس اولین قانون تقسیمات کشوری ایران.[۱۸۰]
- ۱۳۱۶٫۱۰٫۱۹: تقسیم ایران به ۱۰ استان و ایجاد استان‌های سوم (آذربایجان شرقی) و چهارم (آذربایجان غربی) براساس اصلاحیهٔ اولین قانون تقسیمات کشوری ایران.[۱۸۱]
- ۱۳۱۷٫۰۶٫۰۹: انتزاع بخش تالش (شفارود سابق) از استان آذربایجان شرقی و الحاق آن به استان یکم (گیلان).[۱۸۲]
- ۱۳۱۹٫۰۱٫۱۷: انتزاع بخش سقز از استان آذربایجان غربی و الحاق آن به استان پنجم (کرمانشاهان).[۱۸۳]
- ۱۳۲۲٫۱۰٫۱۴: انتزاع بخش بانه از استان آذربایجان غربی و الحاق آن به استان کرمانشاهان.[۱۸۴]
- ۱۳۲۴٫۱۰٫۱۵: انتزاع شهرستان بیجار از استان آذربایجان غربی و قرار گرفتن آن تحت نظارت مستقیم وزارت کشور ایران.[۱۸۵]
- ۱۳۲۵٫۰۳٫۲۷: تجمیع استان‌های آذربایجان شرقی و آذربایجان غربی تحت عنوان استان آذربایجان به مرکزیت تبریز.[۱۸۶]
- ۱۳۳۷٫۰۵٫۲۹: انتزاع دهستان ترجان از استان آذربایجان و الحاق آن به فرمانداری کل کردستان.[۱۸۷]
- ۱۳۳۷٫۰۸٫۰۳: تفکیک استان آذربایجان (پس از ۱۲ سال و ۴ ماه و ۶ روز) به دو استان آذربایجان شرقی و آذربایجان غربی و انضمام شهرستان میاندوآب به استان آذربایجان غربی.[۱۸۸]
- ۱۳۳۹٫۰۳٫۲۱: انتزاع شهرستان آستارا از استان آذربایجان شرقی و الحاق آن به استان گیلان.[۱۶۳]
- ۱۳۳۹٫۱۰٫۰۲: انتزاع بخش‌های تکاب و شاهین‌دژ از استان آذربایجان شرقی و الحاق آن‌ها به استان آذربایجان غربی.[۱۸۹]
- ۱۳۷۲٫۰۱٫۲۲: تأسیس استان اردبیل و تفکیک آن از استان آذربایجان شرقی.[۱۹۰] [دورهٔ جمهوری اسلامی]

فهرست شهرستان‌های ۱۳ گانهٔ استان آذربایجان در سال ۱۳۳۷ خورشیدی:
1. شهرستان تبریز: شامل شهرستان‌های فعلی اسکو، شبستر، آذرشهر، بستان‌آباد.
2. شهرستان ارومیه: شامل شهرستان‌های فعلی نقده، اشنویه.
3. شهرستان اردبیل: شامل شهرستان‌های فعلی آستارا، نمین، نیر، سرعین.
4. شهرستان خوی: شامل شهرستان‌های فعلی سلماس، چایپاره.
5. شهرستان مراغه: شامل شهرستان‌های فعلی میاندوآب، بناب، ملکان، شاهین‌دژ، تکاب، عجب‌شیر، چاراویماق، چهاربرج، باروق.
6. شهرستان مهاباد: شامل شهرستان‌های فعلی بوکان، پیرانشهر، سردشت.
7. شهرستان مرند: شامل شهرستان فعلی جلفا.
8. شهرستان اهر: شامل شهرستان‌های فعلی هریس، ورزقان، کلیبر، خداآفرین، هوراند.
9. شهرستان میانه
10. شهرستان مشگین‌شهر: شامل شهرستان‌های فعلی پارس‌آباد، گرمی، بیله‌سوار، اصلاندوز، انگوت.
11. شهرستان ماکو: شامل شهرستان‌های فعلی شوط، چالدران، پلدشت.
12. شهرستان سراب
13. شهرستان خلخال: شامل شهرستان فعلی کوثر.

## نقشه‌ها

### قدیمی

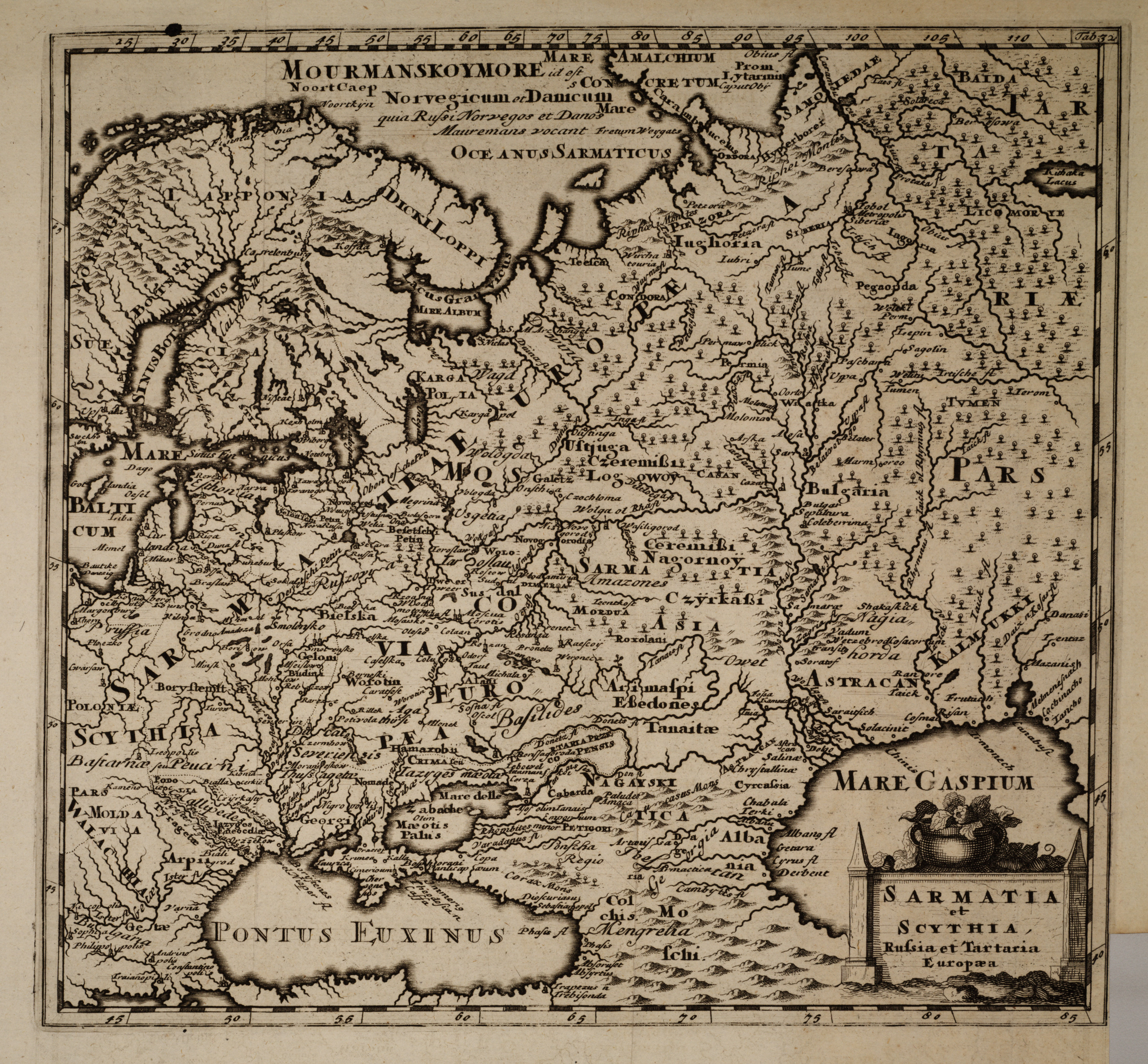
نقشه آلبانیا و گرجستان و قفقاز را در سال ۱۶۹۷ نشان می‌دهد.
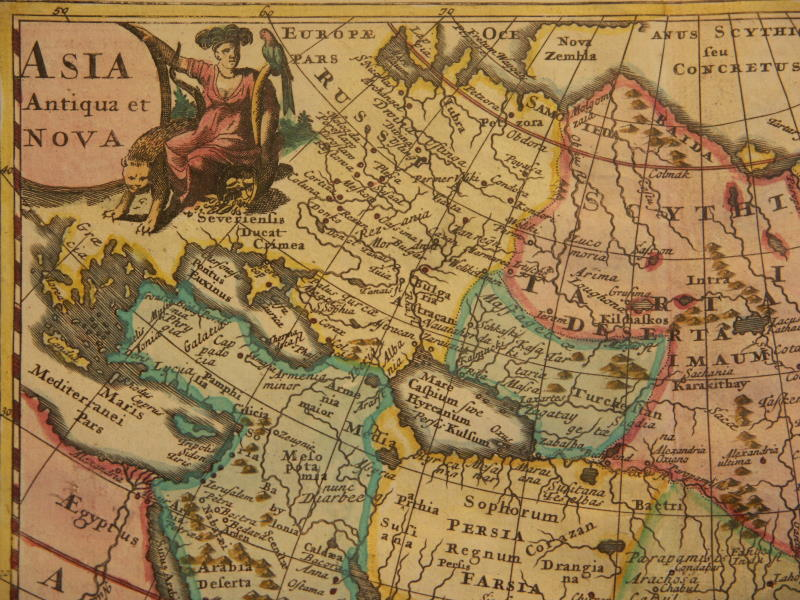
یک نقشه کلاسیک که از اوراسیا که مناطق ماد و آلبانیای قفقاز را که توسط رود ارس از هم جدا شده‌اند را نشان می‌دهد (۱۷۱۱).
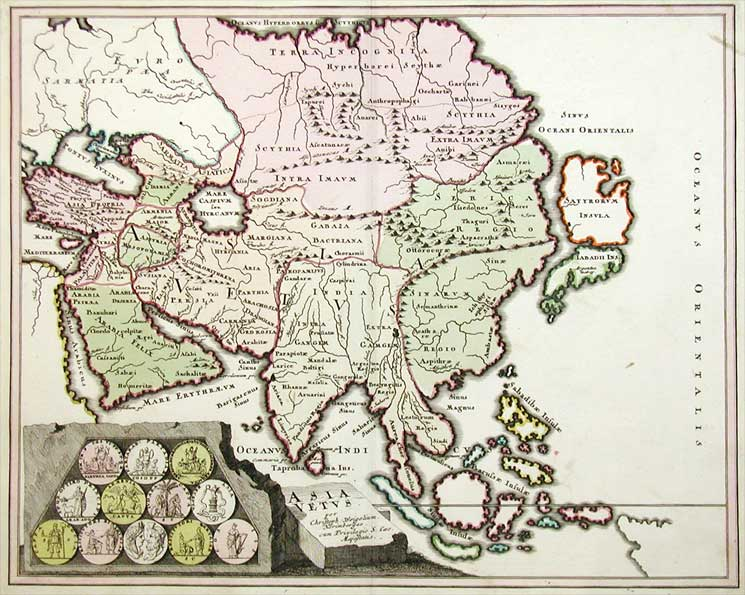
نقشه مناطق مجزا از هم آلبانیا، ارمنستان و آذربایجان را نشان می‌دهد (۱۷۱۹).

### پس از امضای عهدنامه‌هایگلستان (۱۸۱۳)وترکمانچای (۱۸۲۸)

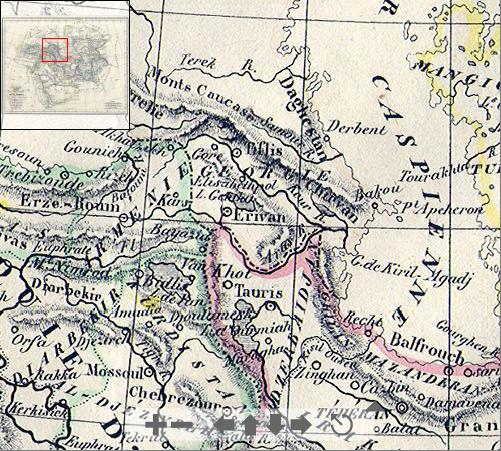
نقشه ایران شامل آذربایجان که توسط رود ارس در شمال محدود شده است (۱۸۳۵).
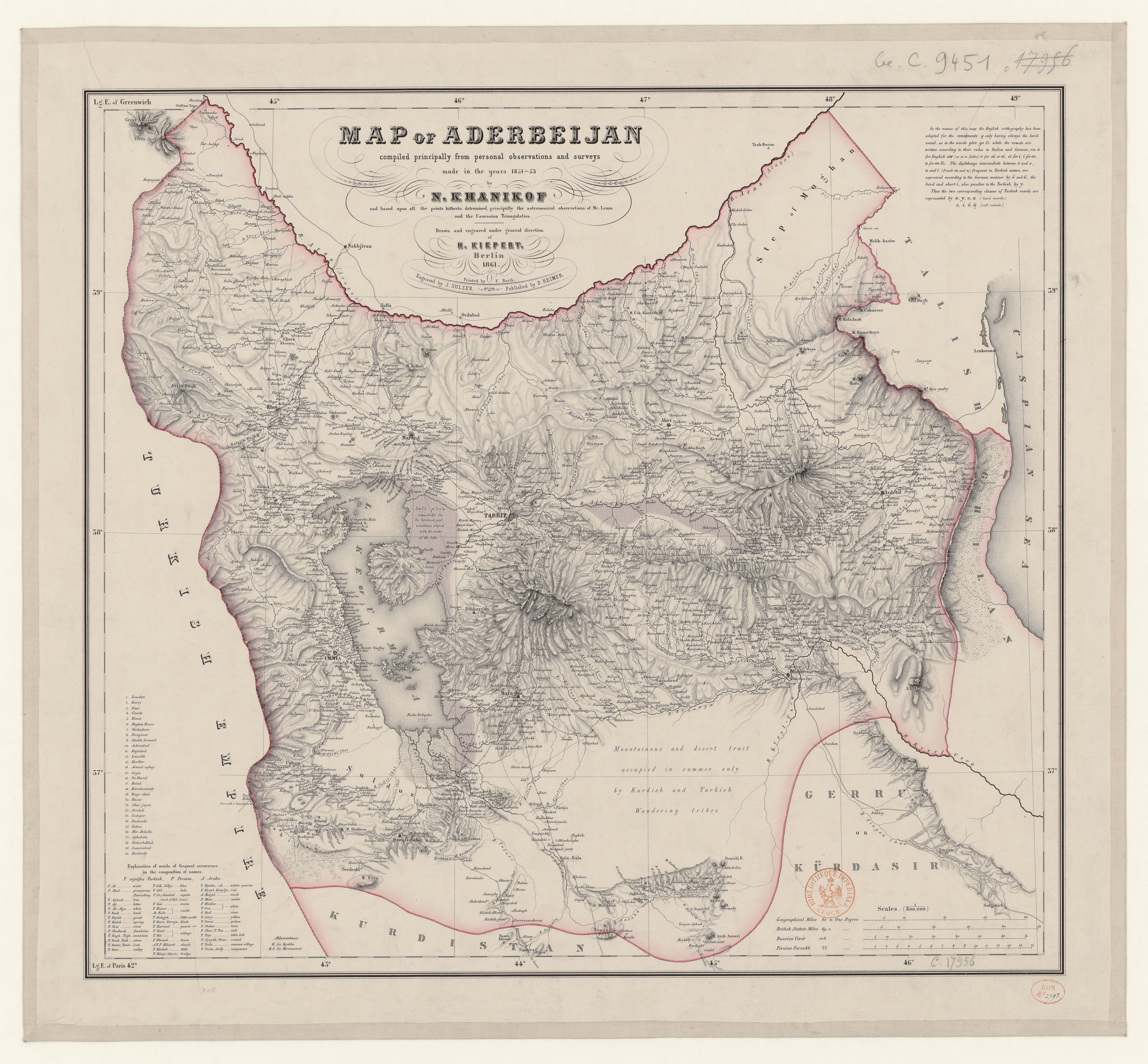
نقشه آذربایجان، ترسیم شده در سال ۱۸۵۱ میلادی برابر با ۱۲۳۰ شمسی، توسط هاینریش کیپرت، برلین آلمان ۱۸۶۱. نقشه‌بردار: نیکولای خانیکوف
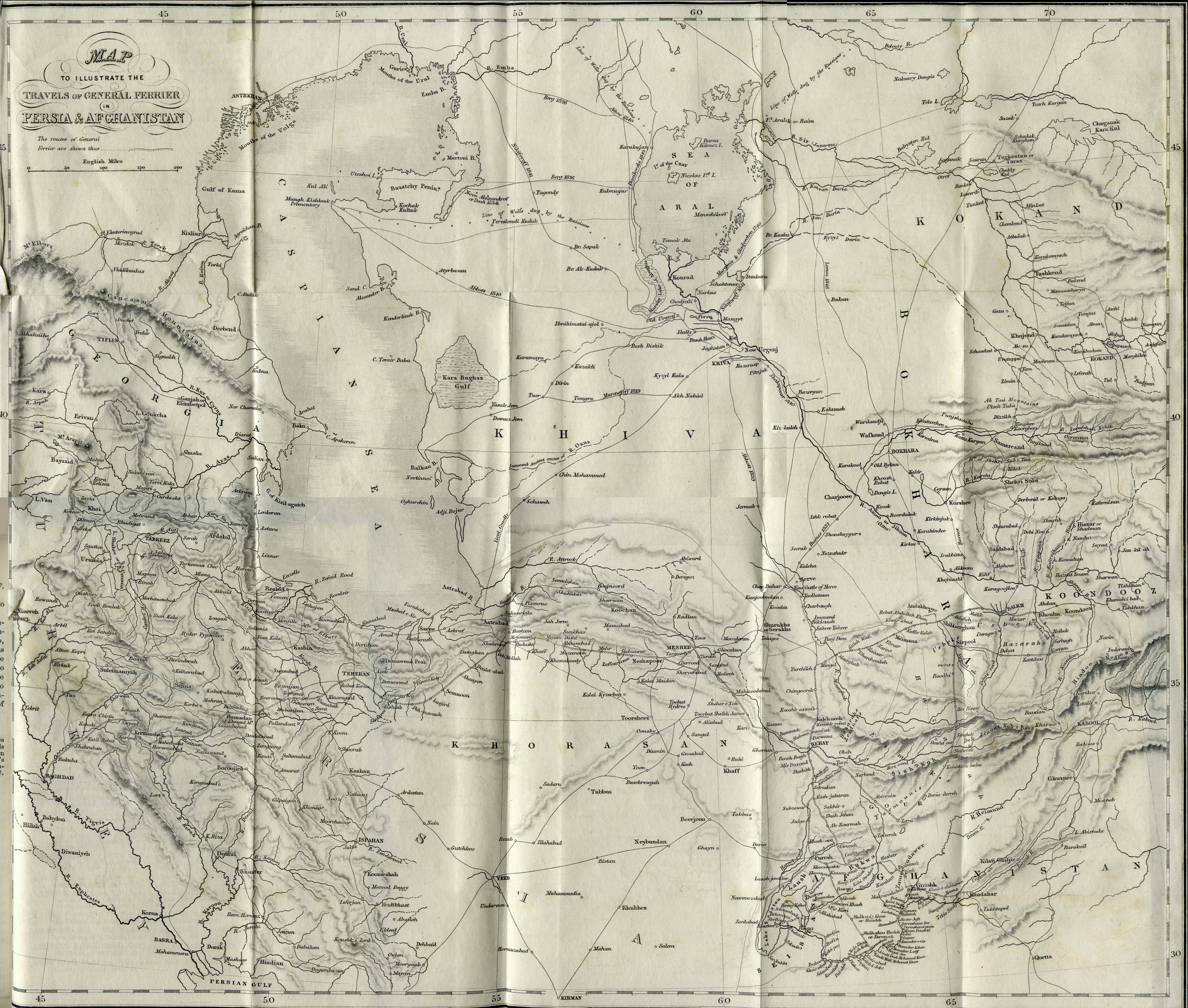
نقشه ایران که قفقاز و گرجستان را به تصویر می‌کشد (۱۸۵۶).
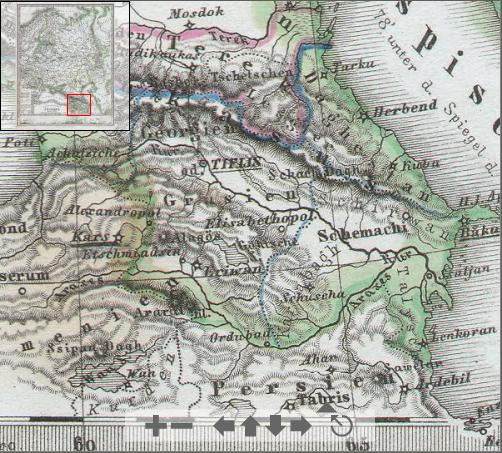
نقشه قفقاز روسیه، شمال رود ارس (۱۸۶۲)
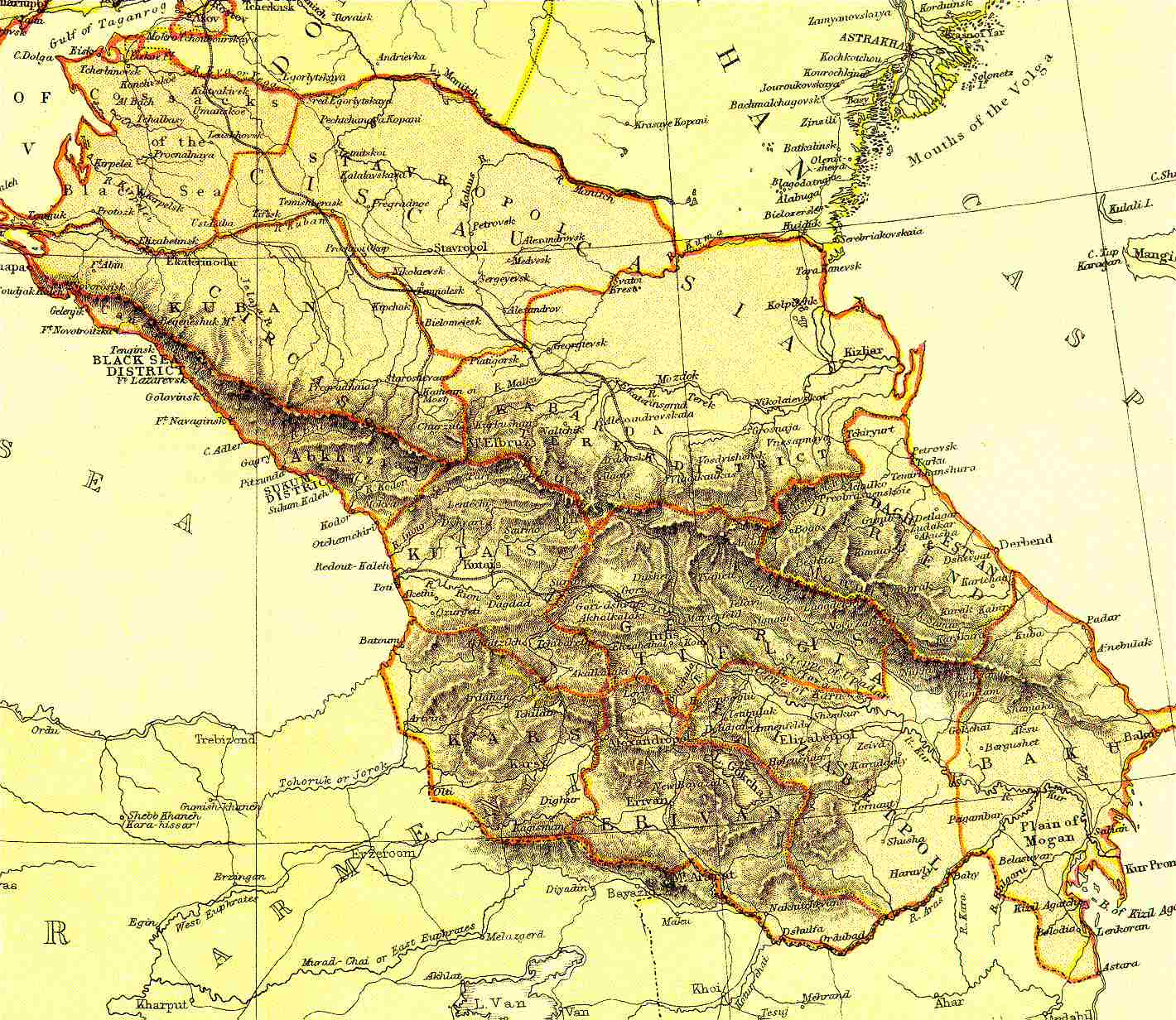
نقشه تقسیمات اداری قفقاز روسیه را با نام‌های باکو، الیزابت پل، گرجستان ایروان و دربند در میان دیگر نام‌ها را نشان می‌دهد (۱۸۸۲).
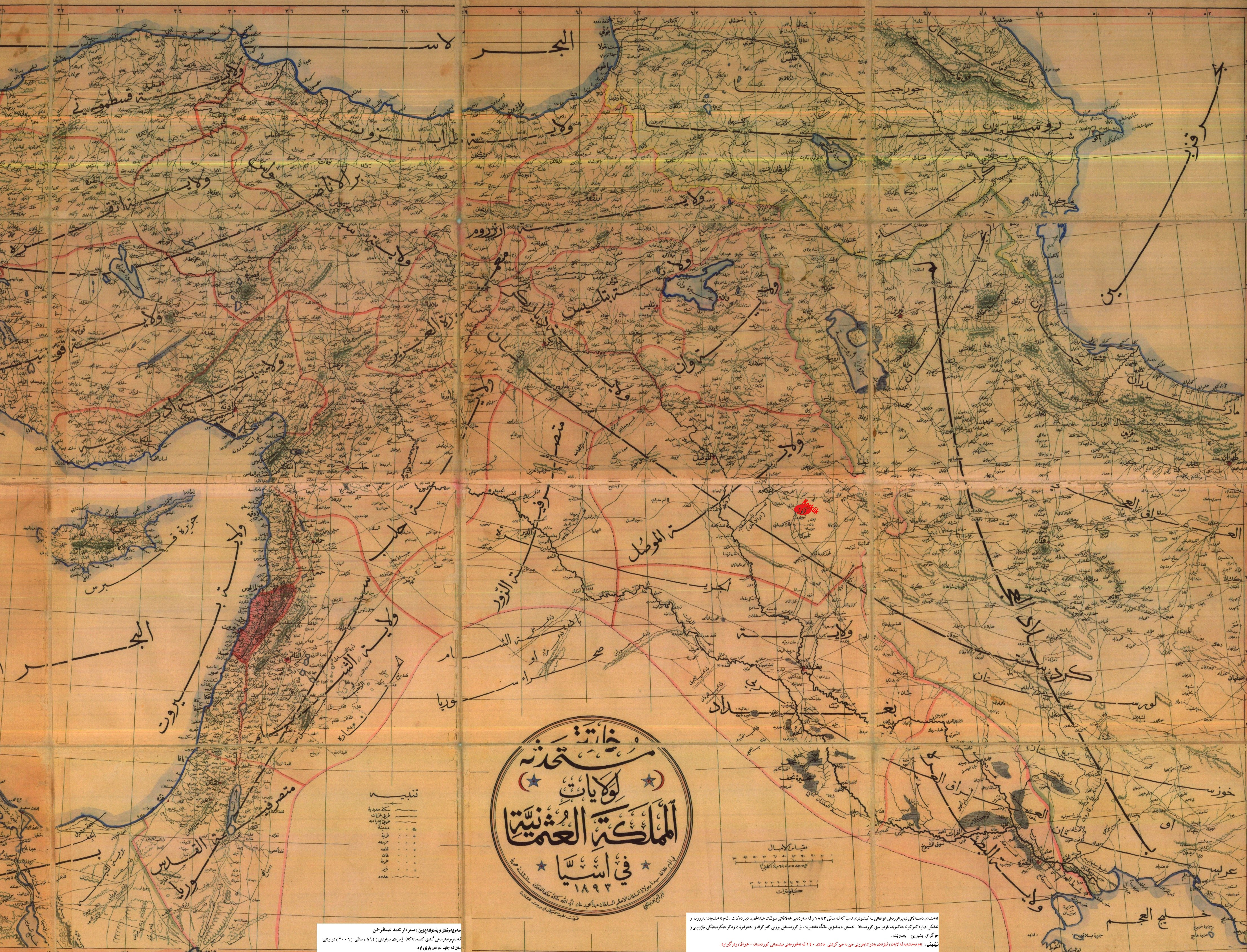
نقشه از سال ۱۸۹۳ که آذربایجان در زیر رود ارس نشان داده شده است.
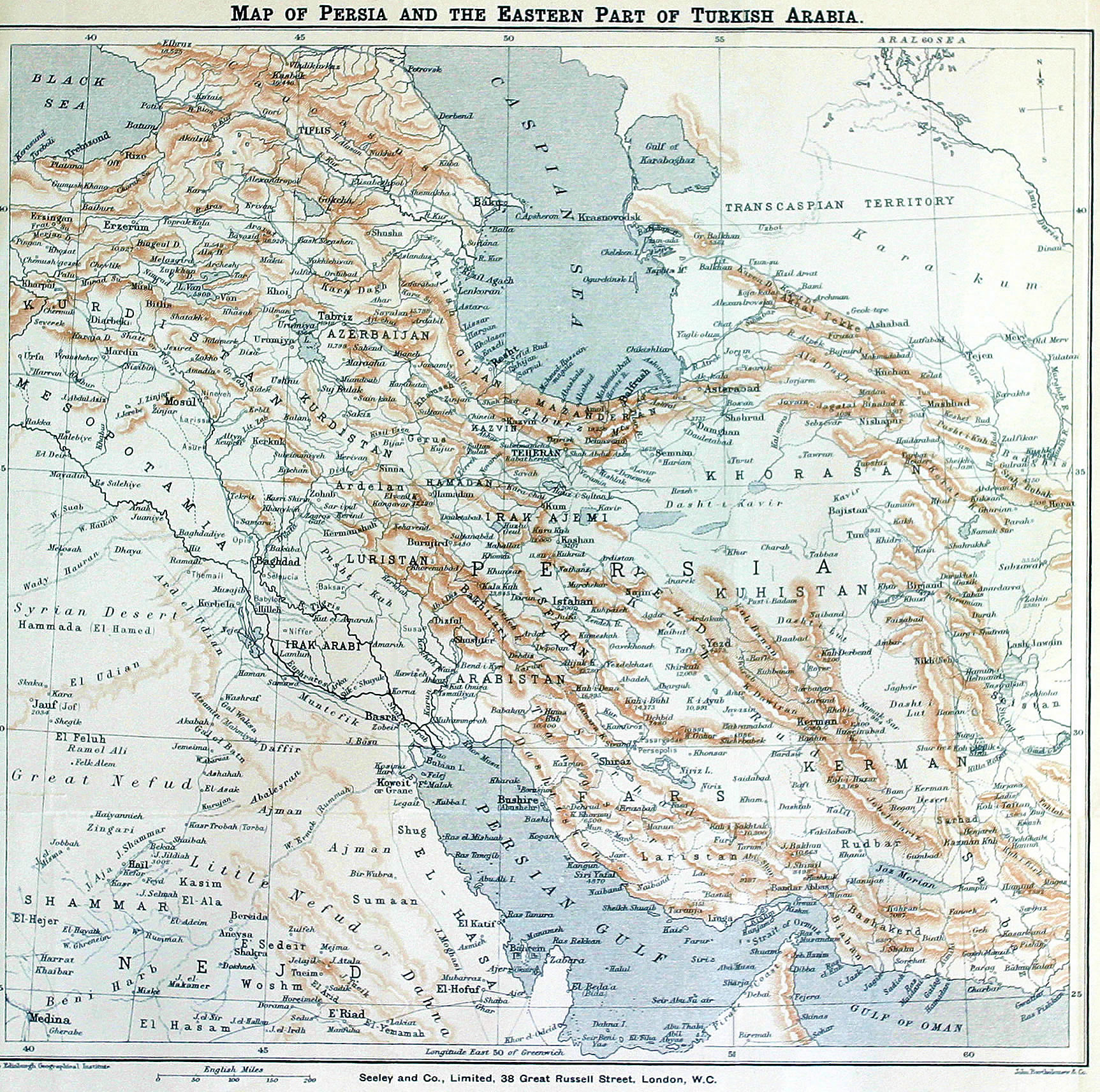
منطقه آذربایجان با مرز شمالی آن یعنی رود ارس مشخص شده است (۱۹۰۹).

## مقاله‌های برخط
- «AZERBAIJAN». Encyclopædia Iranica. آوریل ۱۶, ۲۰۱۰. بایگانی‌شده از اصلی در ۲۷ ژانویه ۲۰۱۳. دریافت‌شده در ۲۰۱۱-۰۶-۱۵.
- X. de Planho. «AZERBAIJAN i. Geography». Encyclopædia Iranica. بایگانی‌شده از اصلی در ۲۷ ژانویه ۲۰۱۳. دریافت‌شده در ۲۰۱۱-۰۶-۱۵.
- W. Kleiss. «AZERBAIJAN ii. Archeology». Encyclopædia Iranica. بایگانی‌شده از اصلی در ۲۷ ژانویه ۲۰۱۳. دریافت‌شده در ۲۰۱۱-۰۶-۱۵.
- K. Schippmann. «AZERBAIJAN iii. Pre-Islamic History». Encyclopædia Iranica. بایگانی‌شده از اصلی در ۲۷ ژانویه ۲۰۱۳. دریافت‌شده در ۲۰۱۱-۰۶-۱۵.
- C. E. Bosworth. «AZERBAIJAN iv. Islamic History to 1941». Encyclopædia Iranica. بایگانی‌شده از اصلی در ۲۷ ژانویه ۲۰۱۳. دریافت‌شده در ۲۰۱۱-۰۶-۱۵.
- B. Kuniholm. «AZERBAIJAN v. History from 1941 to 1947». Encyclopædia Iranica. بایگانی‌شده از اصلی در ۲۷ ژانویه ۲۰۱۳. دریافت‌شده در ۲۰۱۱-۰۶-۱۵.
- R. Tapper. «AZERBAIJAN vi. Population and its Occupations and Culture». Encyclopædia Iranica. بایگانی‌شده از اصلی در ۲۷ ژانویه ۲۰۱۳. دریافت‌شده در ۲۰۱۱-۰۶-۱۵.
- E. Yarshater. «AZERBAIJAN vii. The Iranian Language of Azerbaijan». Encyclopædia Iranica. بایگانی‌شده از اصلی در ۲۷ ژانویه ۲۰۱۳. دریافت‌شده در ۲۰۱۱-۰۶-۱۵.
- G. Doerfer. «AZERBAIJAN viii. Azeri Turkish». Encyclopædia Iranica. بایگانی‌شده از اصلی در ۲۷ ژانویه ۲۰۱۳. دریافت‌شده در ۲۰۱۱-۰۶-۱۵.
- L. Johanson. «AZERBAIJAN ix. Iranian Elements in Azeri Turkish». Encyclopædia Iranica. بایگانی‌شده از اصلی در ۲۷ ژانویه ۲۰۱۳. دریافت‌شده در ۲۰۱۱-۰۶-۱۵.
- H. Javadi and K. Burill. «AZERBAIJAN x. Azeri Literature». Encyclopædia Iranica. بایگانی‌شده از اصلی در ۲۷ ژانویه ۲۰۱۳. دریافت‌شده در ۲۰۱۱-۰۶-۱۵.
- J. During. «AZERBAIJAN xi. Music of Azerbaijan». Encyclopædia Iranica. بایگانی‌شده از اصلی در ۲۷ ژانویه ۲۰۱۳. دریافت‌شده در ۲۰۱۱-۰۶-۱۵.
- Wolfram Kleiss. «AZERBAIJAN xii. MONUMENTS». Encyclopædia Iranica. بایگانی‌شده از اصلی در ۲۷ ژانویه ۲۰۱۳. دریافت‌شده در ۲۰۱۱-۰۶-۱۵.